# Bisbat de Tortosa

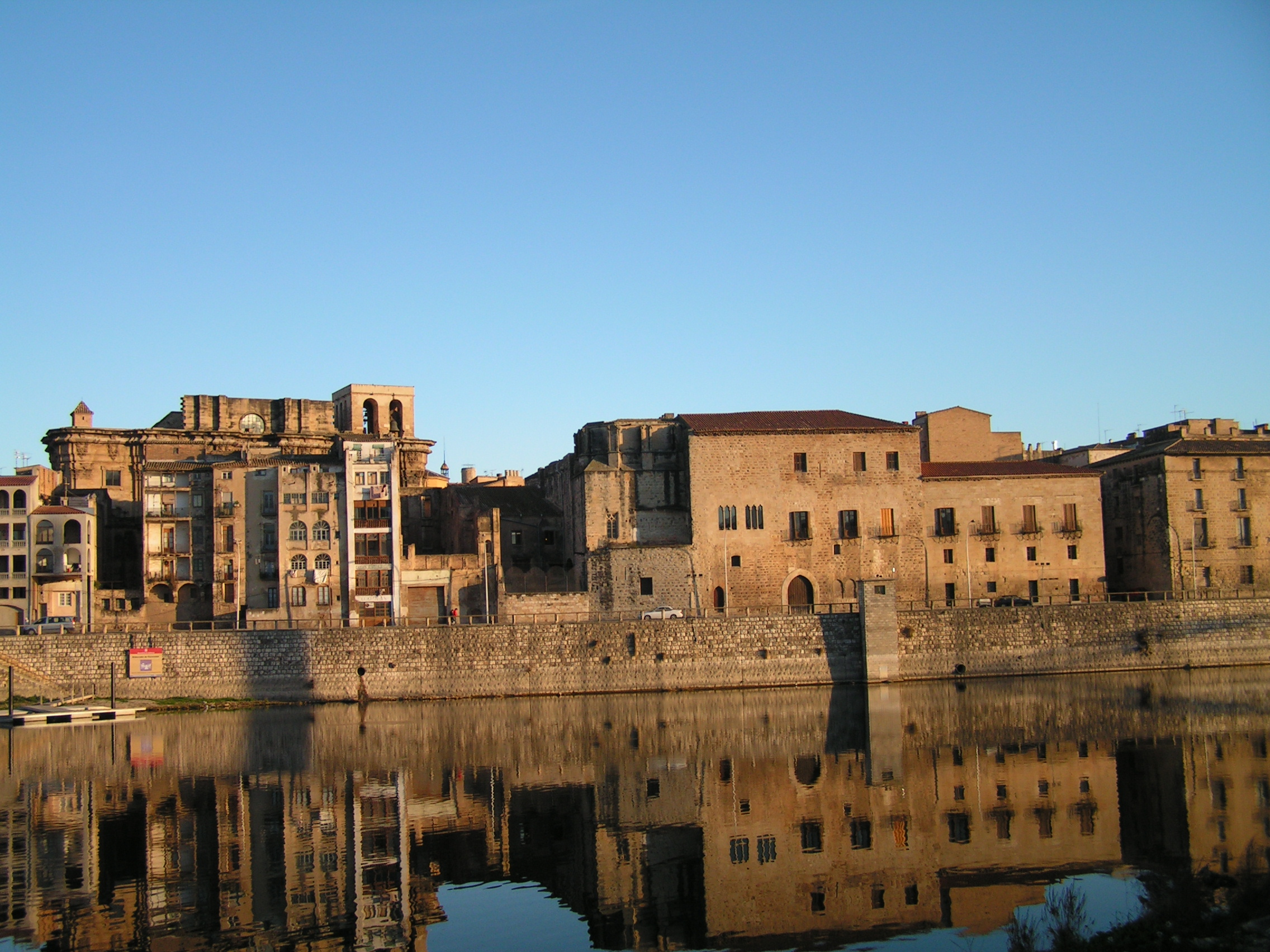
El Palau Episcopal de Tortosa i la Catedral, des de l'Ebre abans de 2015.

El bisbat de Tortosa és un bisbat, a cavall entre el sud de Catalunya i el nord del País Valencià, amb seu a la ciutat de Tortosa.
Pertany a la província eclesiàstica de Tarragona, sota el patronatge de l'arquebisbat de Tarragona.

## Extensió actual
Actualment hi pertanyen de forma total les comarques del Baix Ebre, el Baix Maestrat, el Montsià, la Ribera d'Ebre i la Terra Alta, els Ports (excepte Vilafranca) i parts de les comarques de l'Alt Maestrat (Catí i Tírig), del Baix Camp (Colldejou, Pratdip i Vandellòs i l'Hospitalet de l'Infant) i del Priorat (la Bisbal de Montsant, Cabassers, Capçanes, la Figuera, els Guiamets, el Lloar, Marçà, Margalef, el Masroig, el Molar i la Vilella Baixa).

### Segregacions del bisbat de Tortosa
El territori de la diòcesi històrica de Tortosa va ser objecte de retallades territorials importants durant la dictadura Franquista. Amb l'excusa d'intentar adaptar les diòcesis als límits provincials civils es varen provocar importants modificacions de la Diòcesi:
- El 2 de setembre de 1955, es va publicar el Decret de la Sagrada Congregació Consistorial Cesaraugustanae et aliarum –Saragossa i altres–. Així l'any 1956, amb la pèrdua d'Arenys de Lledó, Calaceit, Cretes i Lledó d'Algars al Matarranya, la diòcesi de Tortosa va deixar de ser present a l'Aragó. Betxí, un enclavament del bisbat de Terol, s'agregava breument (1956-1960) a la diòcesi de Tortosa. Per l'altra banda Saragossa perdia l'emplaçament castellanoparlant d'Olocau del Rei, a la província de Castelló, i Tortosa cedia Maials al bisbat de Lleida.

- Posteriorment el Decret de la Sagrada Congregació Consistorial De mutatione finium Dioecesium Valentinae-Segorbicensis-Dertotensis, de 31 de maig de 1960, desmembrava del territori de la Diòcesi de Tortosa les parròquies dels Arxiprestats de Nules, Vila-real, Castelló de la Plana, Llucena i Albocàsser (s'exceptuaren Catí i Tírig) i les agregava el bisbat de Sogorb-Castelló juntament amb Betxí.

## Història
La diòcesi de Tortosa s'erigí al segle iv. Entre els segles viii i mitjans del xi la seu no va tenir bisbes, a causa de la invasió àrab.
L'any 1148 l'arquebisbe de Tarragona Bernat Tort acompanyà el comte Ramon Berenguer IV a l'expedició per conquerir Tortosa i, en reconeixement de la seva lleialtat, se li donà la mesquita de la ciutat i totes les seves possessions, convertint-la en la catedral i la resta d'edificacions en estances per a un monestir, nomenant com a primer bisbe a Jofre d'Avinyó l'any 1151.
El 1158 s'inicià la construcció d'una catedral romànica, que s'acaba en 20 anys. El palau episcopal va ser construït entre els segles xiii i xiv, sent el seu principal promotor el bisbe Berenguer Prats, sent remodelat al segle xviii, quan se li afegí un nou edifici, i de nou al segle xix.
Els treballs de construcció d'una nova catedral gòtica, la catedral de Santa Maria, van començar amb la col·locació de la primera pedra el maig de 1347 durant l'episcopat de Bernat Oliver (1346-1348) però no va ser consagrada fins al 1597.
Adrià d'Utrech, elegit papa sota el nom d'Adrià VI, era bisbe de Tortosa en el moment del seu nomenament, i concedí als seus successors a la seu tortosina el privilegi de portar el solideu vermell dels cardenals.

## Divisió territorial de la diòcesi

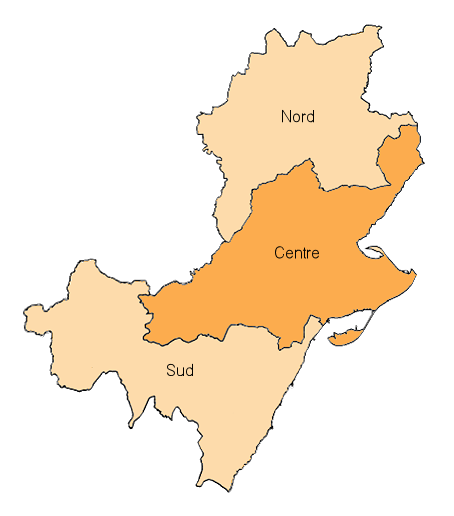
Zones
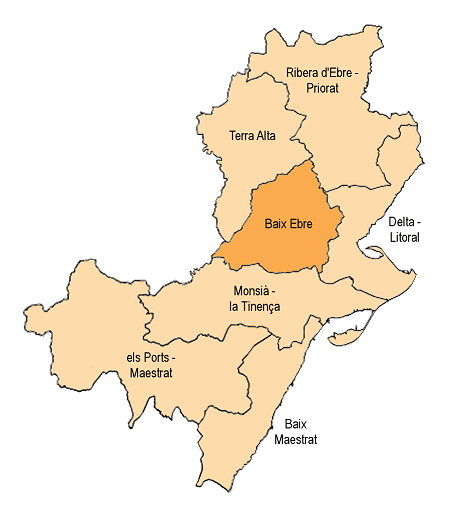
Arxiprestats
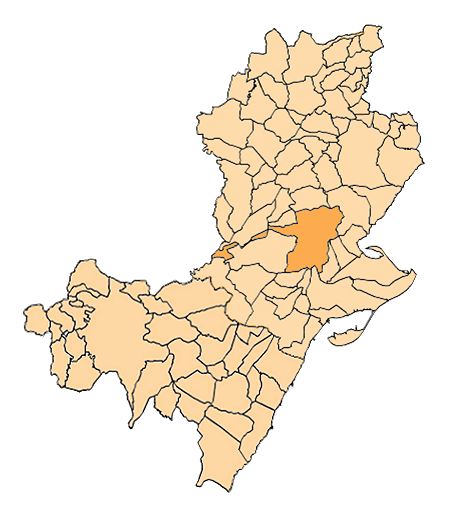
Municipis

## Estadístiques
| any  | població | població | població | sacerdots | sacerdots       | sacerdots       | sacerdots             | Diaques | religiosos | religiosos | parròquies |
| any  | batejats | total    | %        | total     | clergat secular | clergat regular | batejats por sacerdot | Diaques | homes      | dones      | parròquies |
| ---- | -------- | -------- | -------- | --------- | --------------- | --------------- | --------------------- | ------- | ---------- | ---------- | ---------- |
| 1950 | 450.000  | 450.000  | 100,0    | 293       | 217             | 76              | 1.535                 |         | 142        | 728        | 200        |
| 1969 | 228.500  | 229.000  | 99,8     | 225       | 180             | 45              | 1.015                 |         | 50         | 650        | 104        |
| 1980 | 236.000  | 237.000  | 99,6     | 164       | 145             | 19              | 1.439                 |         | 36         | 460        | 141        |
| 1990 | 230.000  | 232.000  | 99,1     | 159       | 145             | 14              | 1.446                 |         | 25         | 423        | 141        |
| 1999 | 228.150  | 229.075  | 99,6     | 145       | 127             | 18              | 1.573                 |         | 27         | 341        | 141        |
| 2000 | 228.017  | 231.717  | 98,4     | 139       | 123             | 16              | 1.640                 |         | 25         | 297        | 141        |
| 2001 | 236.692  | 240.492  | 98,4     | 134       | 118             | 16              | 1.766                 |         | 24         | 359        | 141        |
| 2002 | 238.383  | 241.583  | 98,7     | 136       | 123             | 13              | 1.752                 |         | 21         | 299        | 141        |
| 2003 | 238.632  | 242.021  | 98,6     | 137       | 126             | 11              | 1.741                 | 1       | 18         | 326        | 141        |
| 2004 | 239.518  | 242.300  | 98,9     | 125       | 118             | 7               | 1.916                 | 2       | 14         | 304        | 141        |
| 2010 | 260.449  | 292.662  | 89,0     | 123       | 119             | 4               | 2.117                 | 2       | 11         | 255        | 141        |
| 2017 | 250.000  | 275.556  | 90,7     | 88        | 87              | 1               | 2890                  | 5       | 7          | 207        | 141        |

## Alguns edificis d'interès

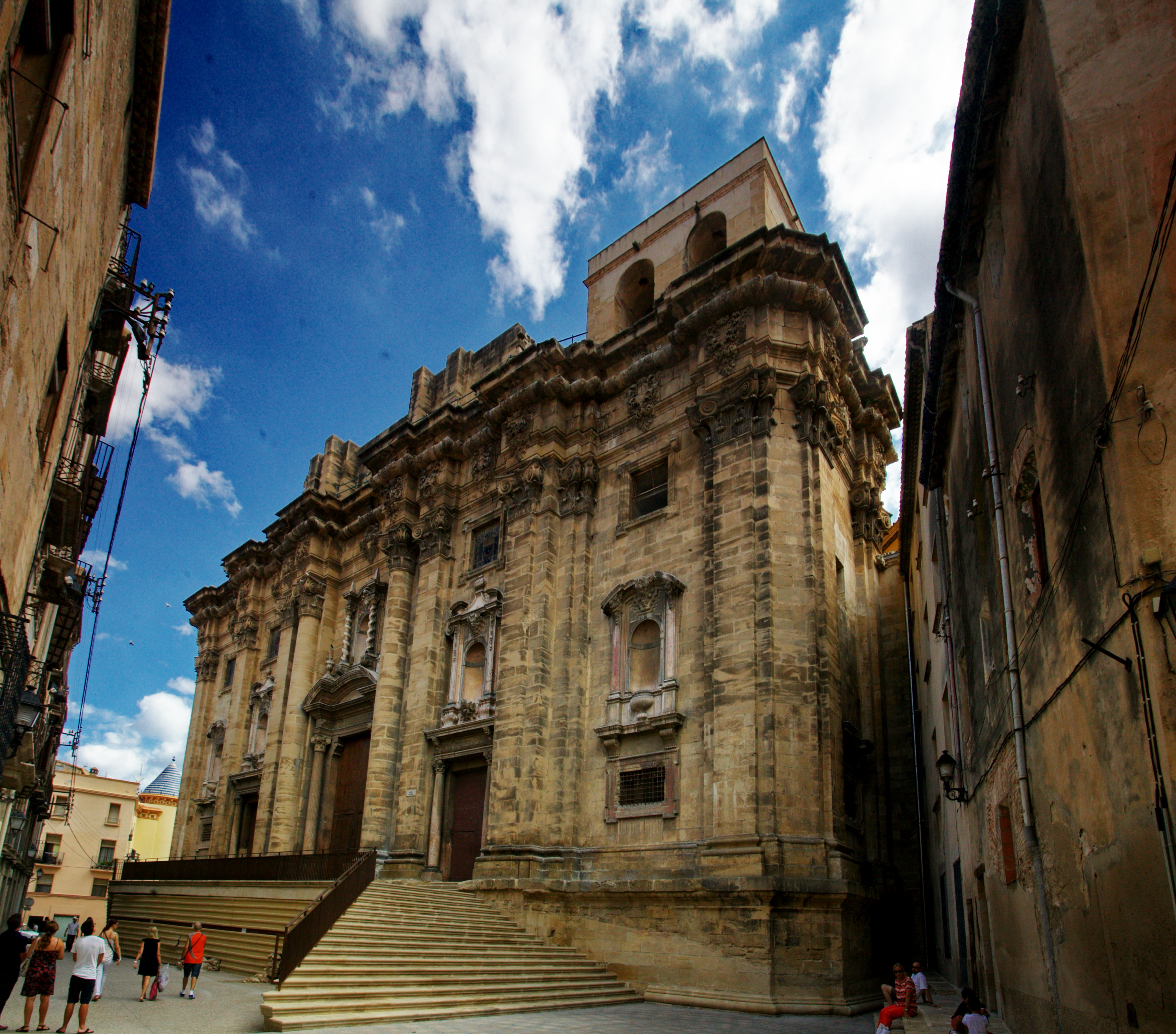
Façana de la catedral de Tortosa abans de 2015.
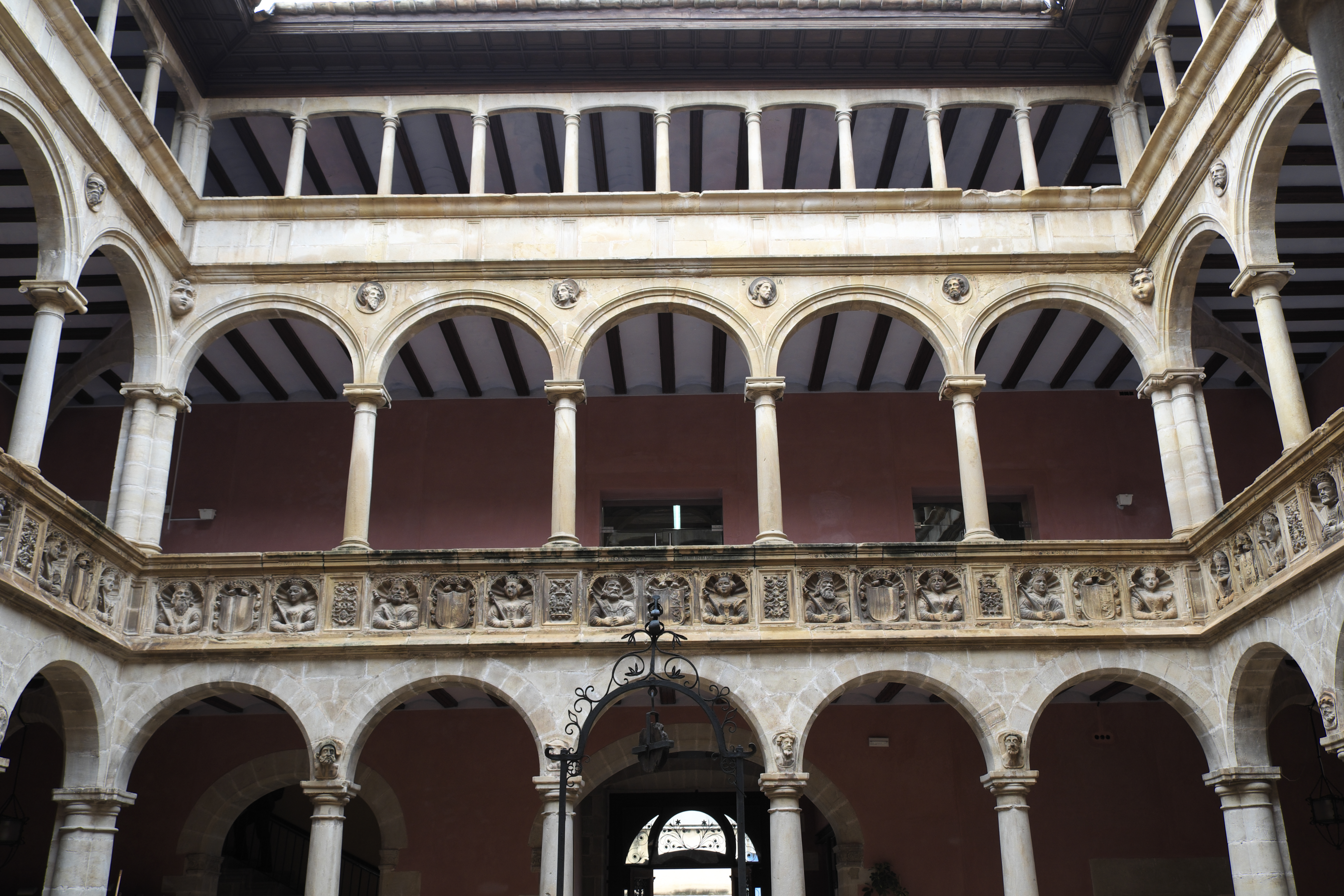
Pati del Col·legi de Sant Jaume i de Sant Maties.
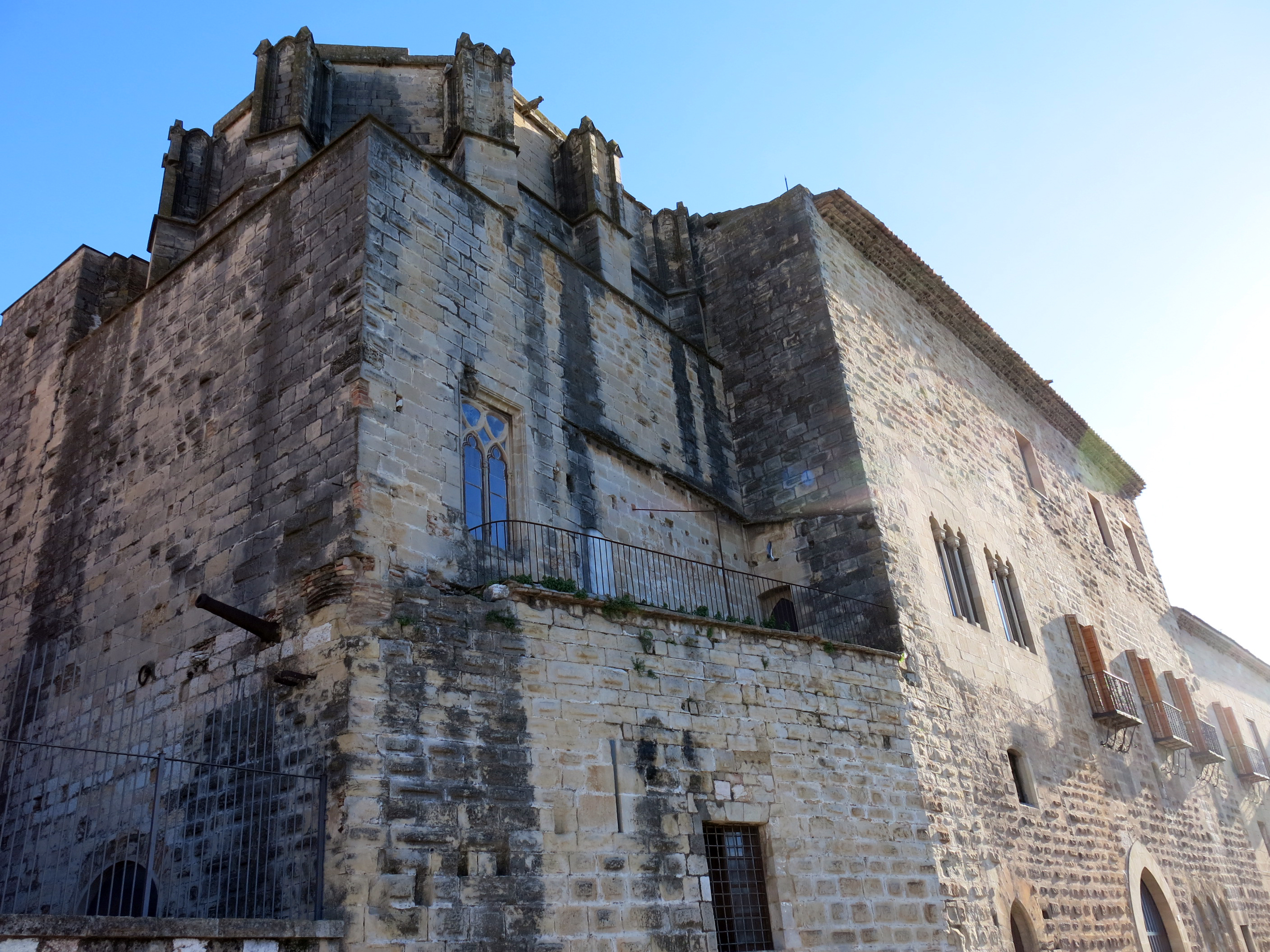
Palau Episcopal gòtic, vora l'Ebre.
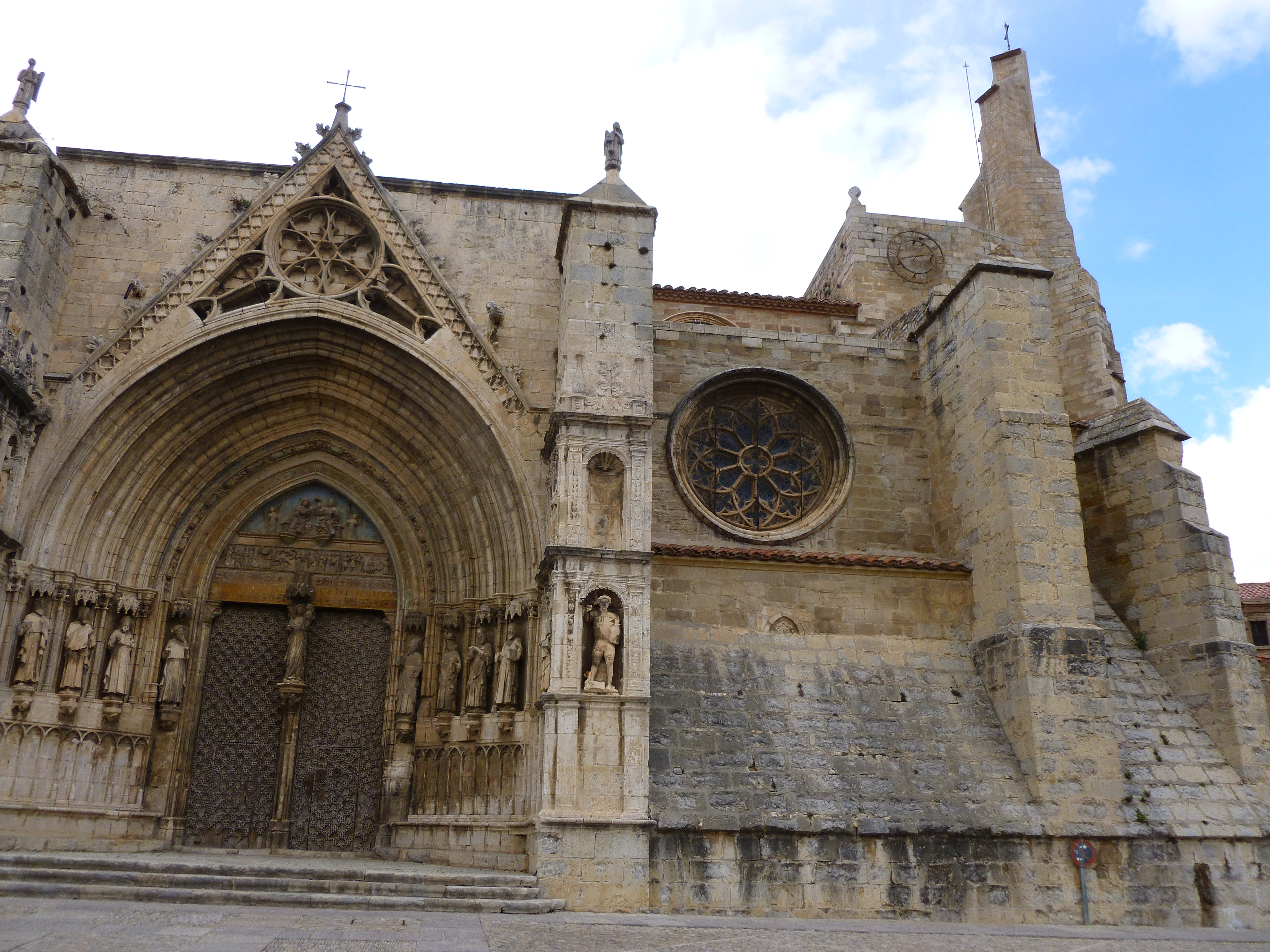
Santa Maria de Morella (abans de la restauració).
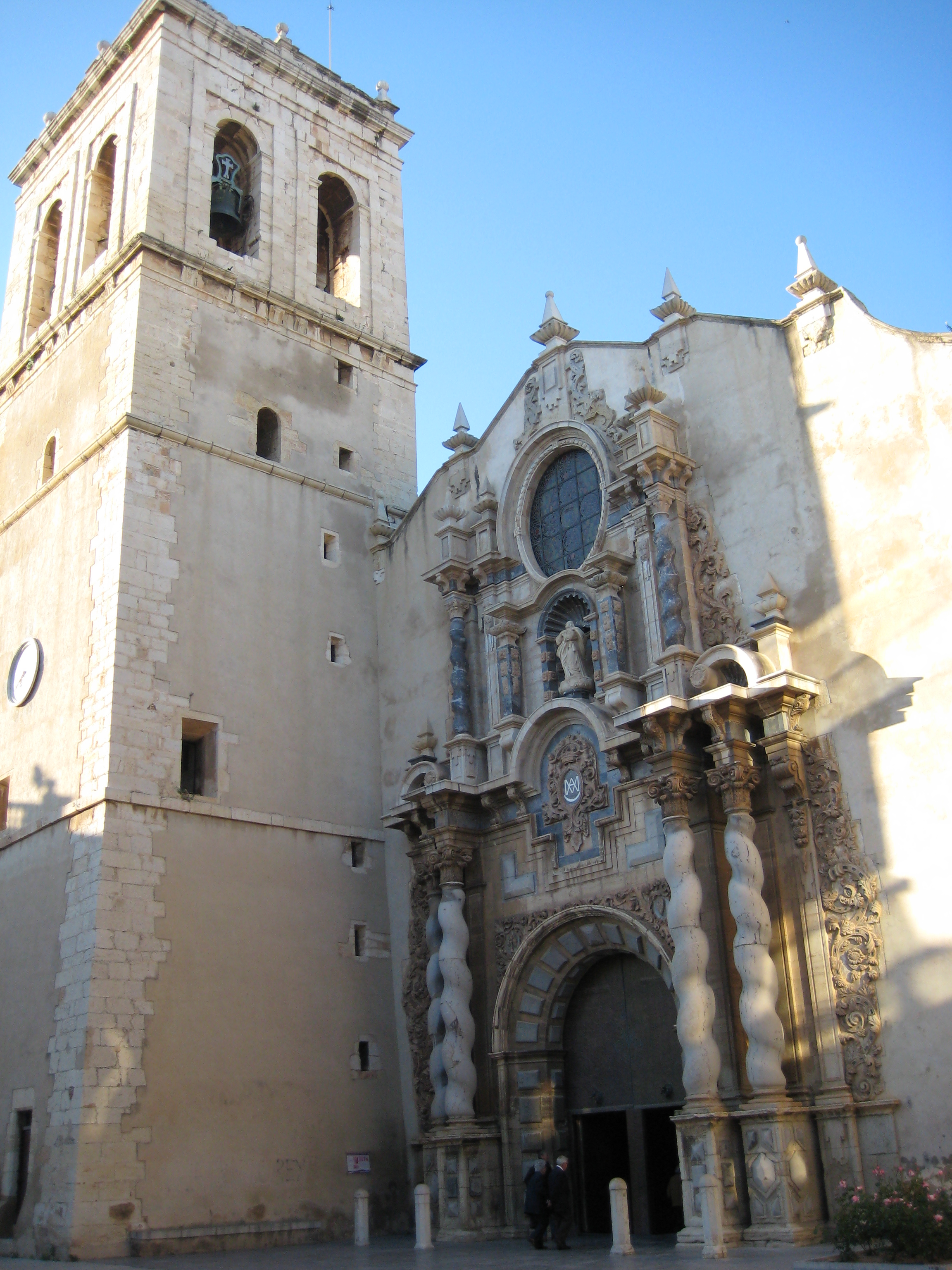
Església de l'Assumpció de Vinaròs.
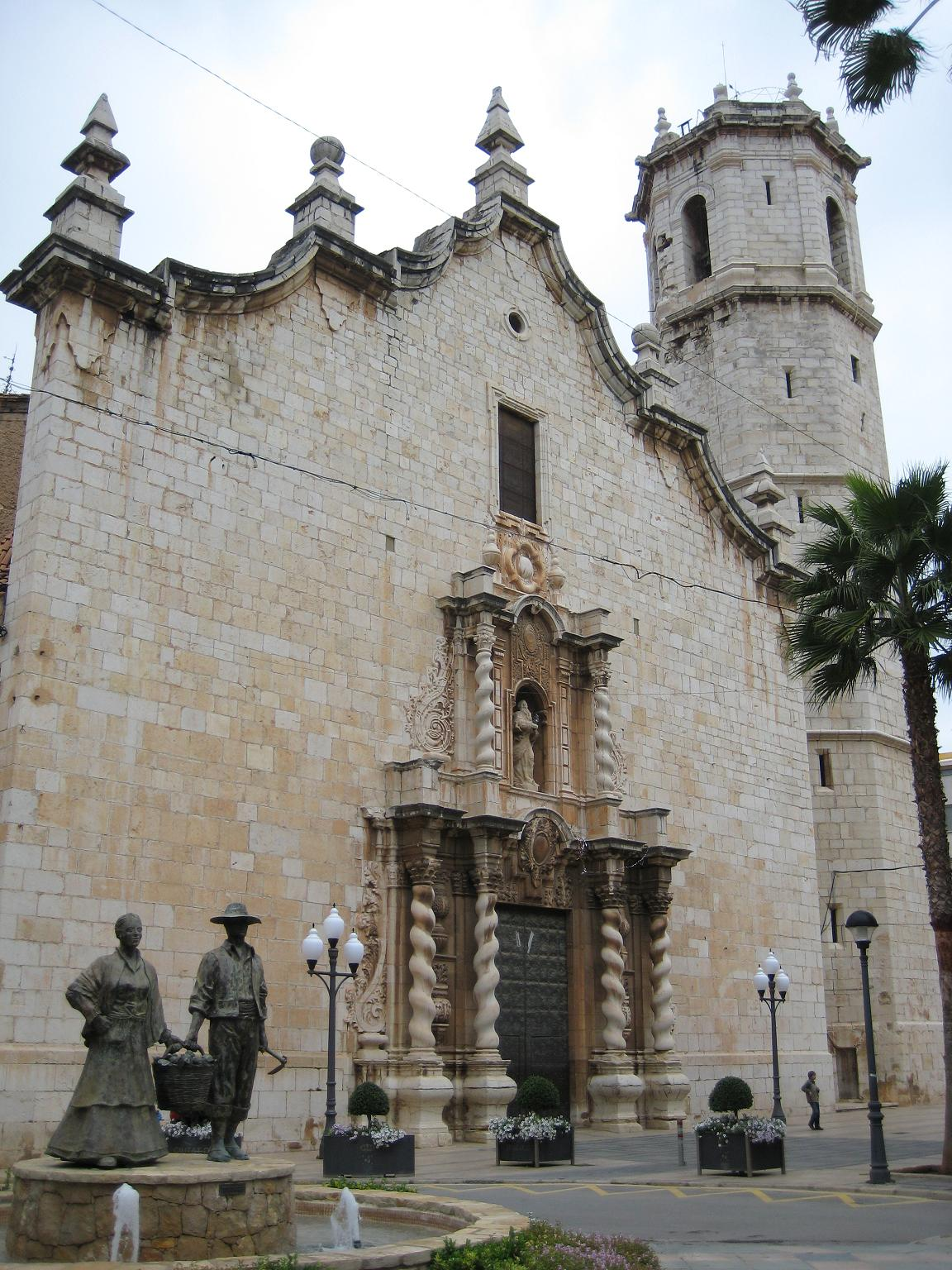
Església de Sant Bartomeu de Benicarló
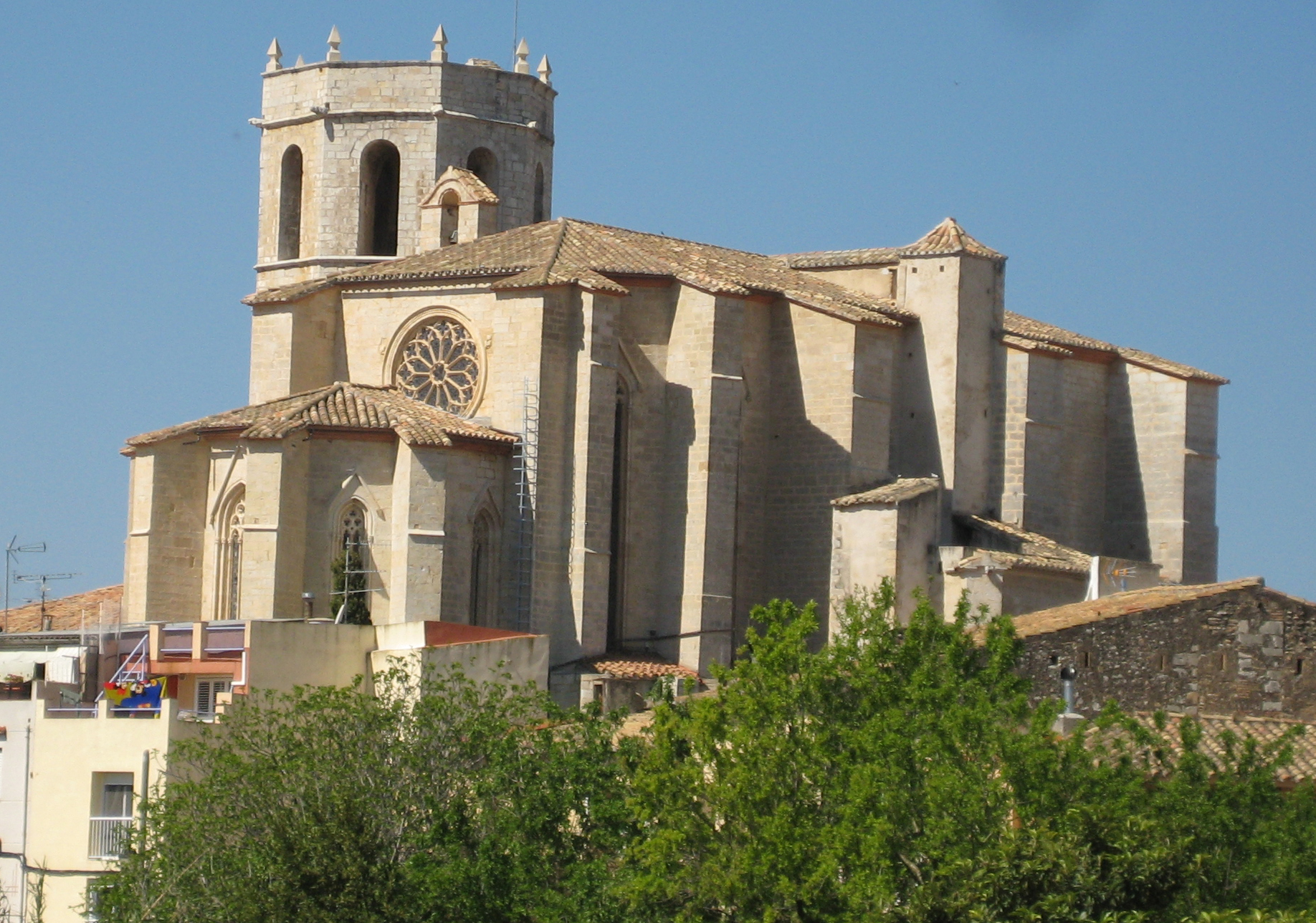
Església Arxiprestal de Sant Mateu.
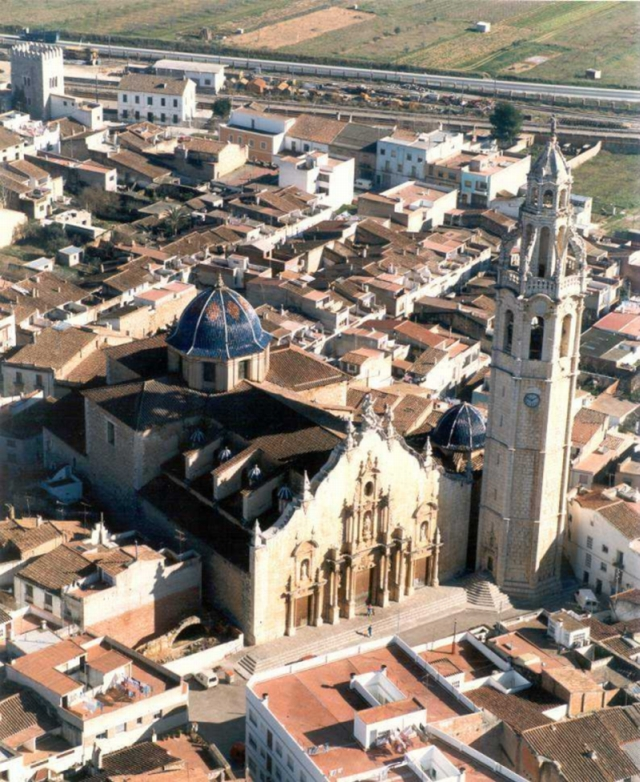
Sant Joan Baptista d'Alcalà de Xivert.
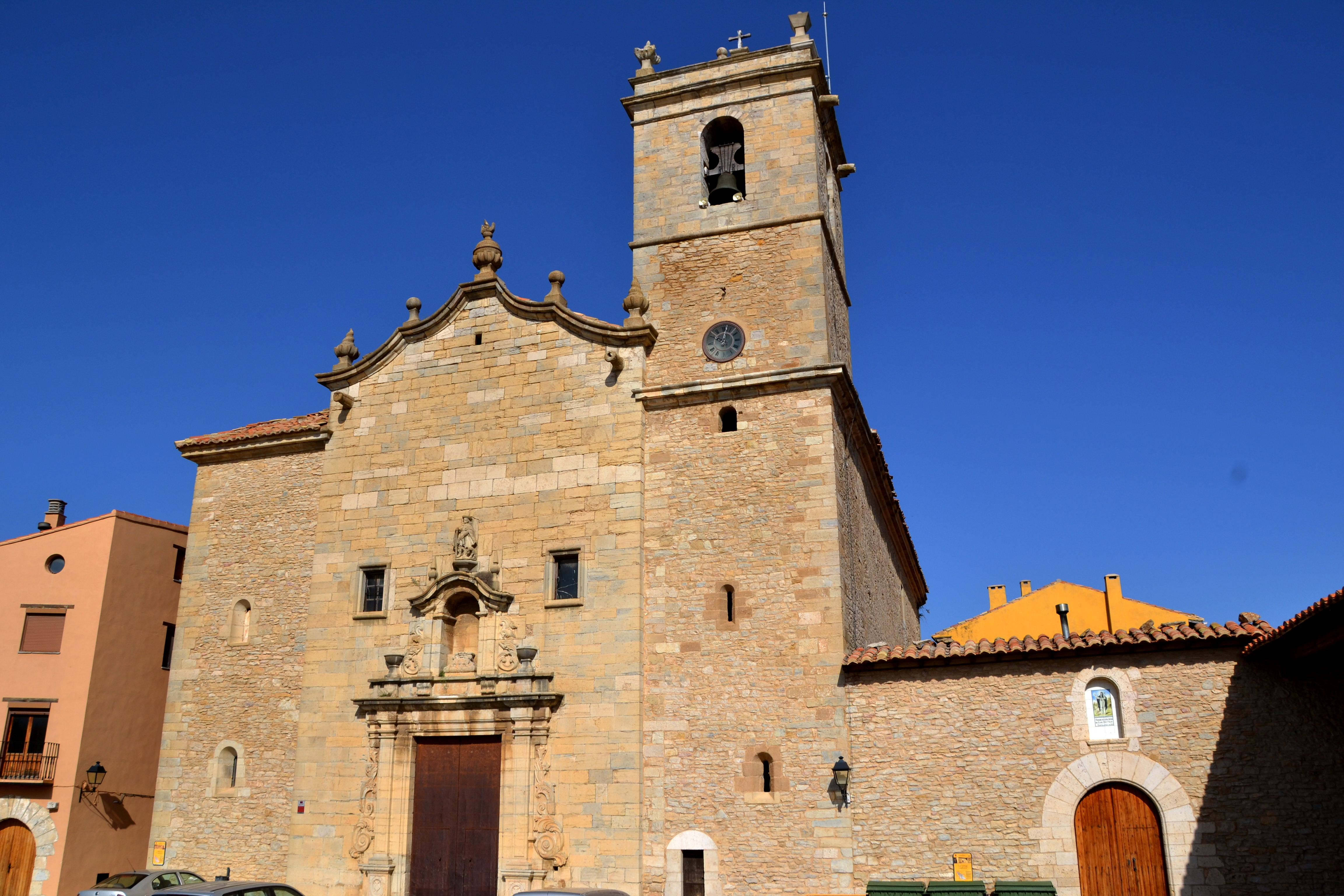
Església parroquial de l'Assumpció (Castellfort).
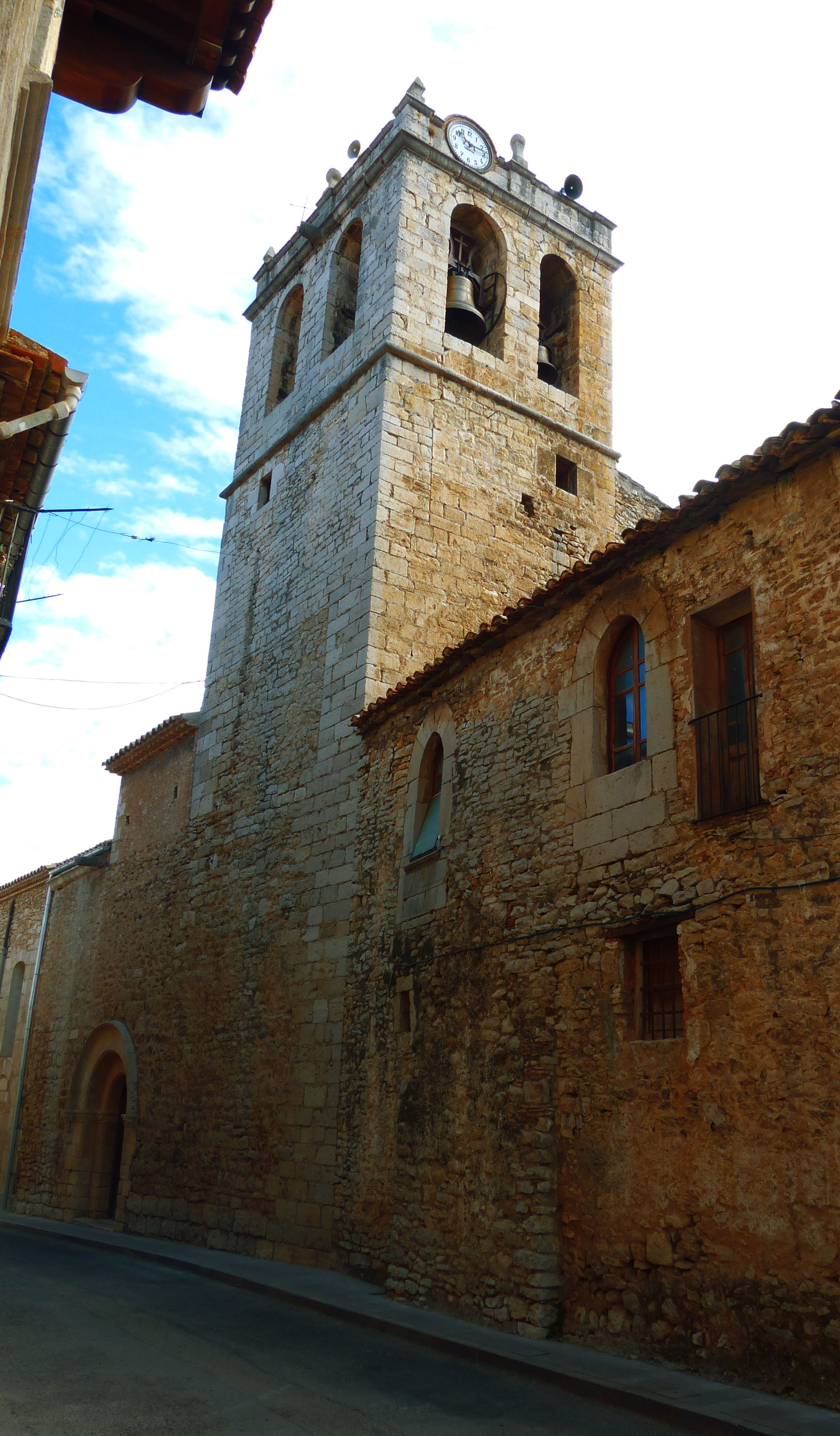
Església de l'Assumpció de Catí.
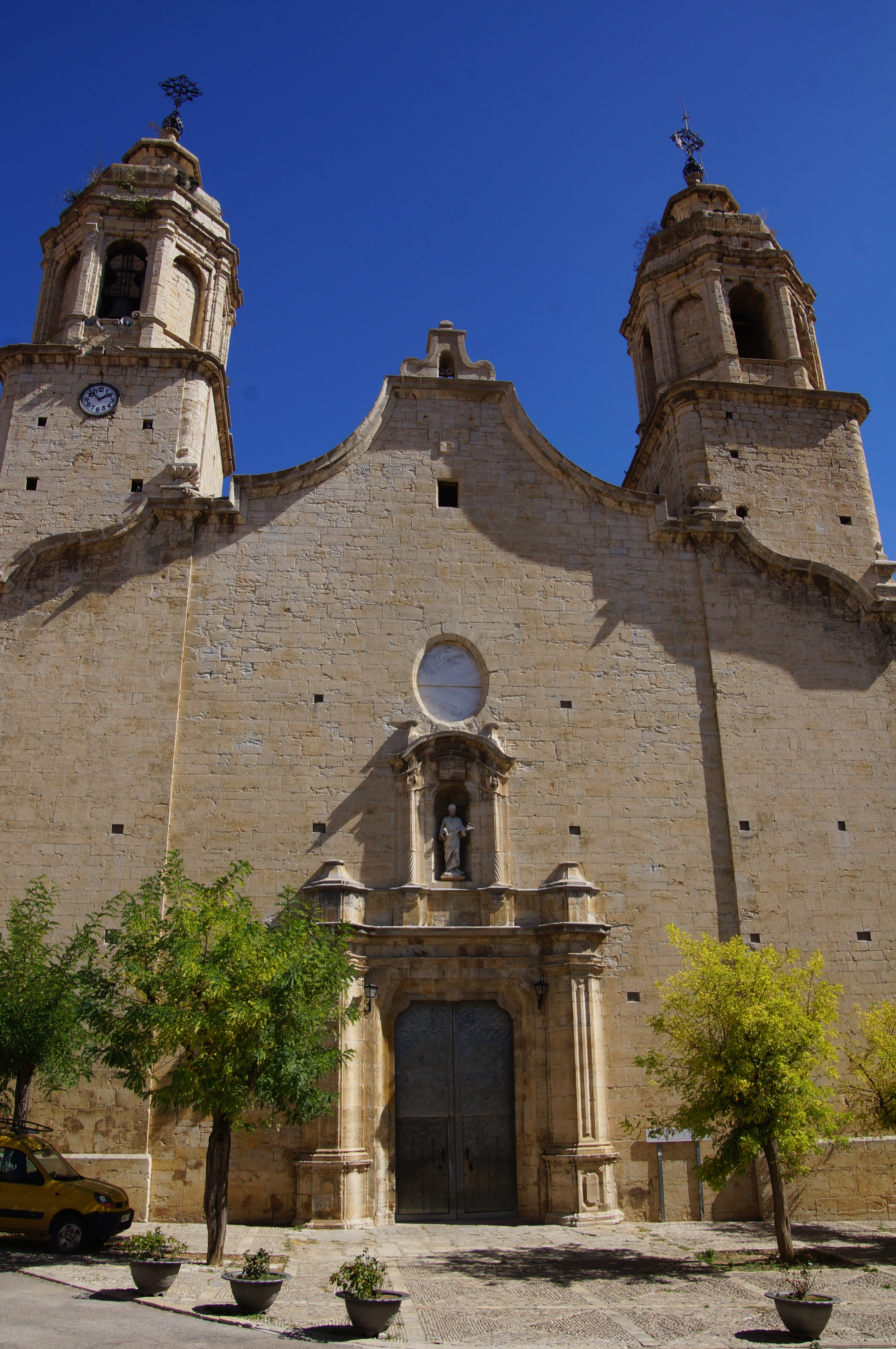
Església de Sant Pere Apòstol de Cinctorres.
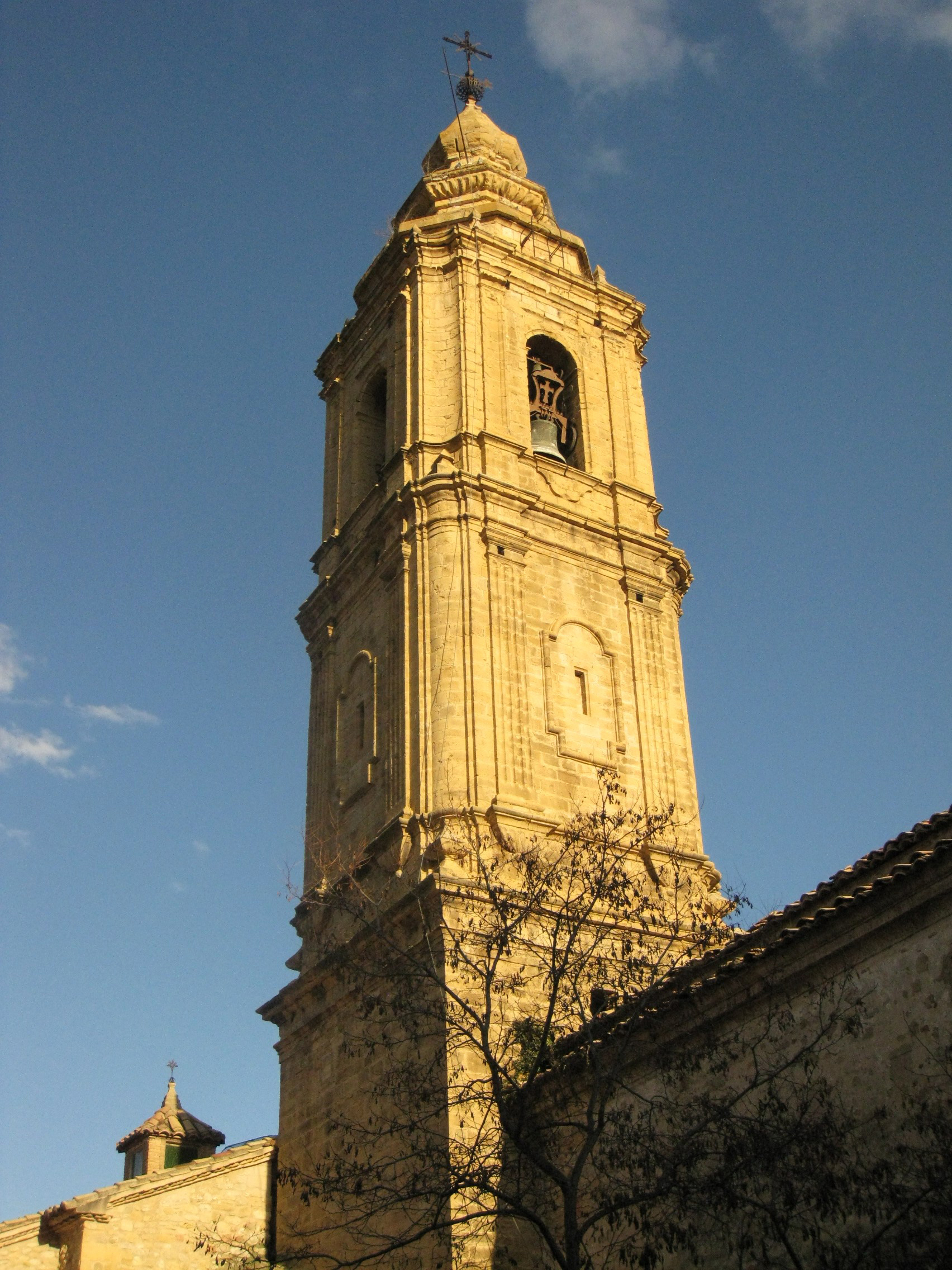
Església de l'Assumpció del Forcall.
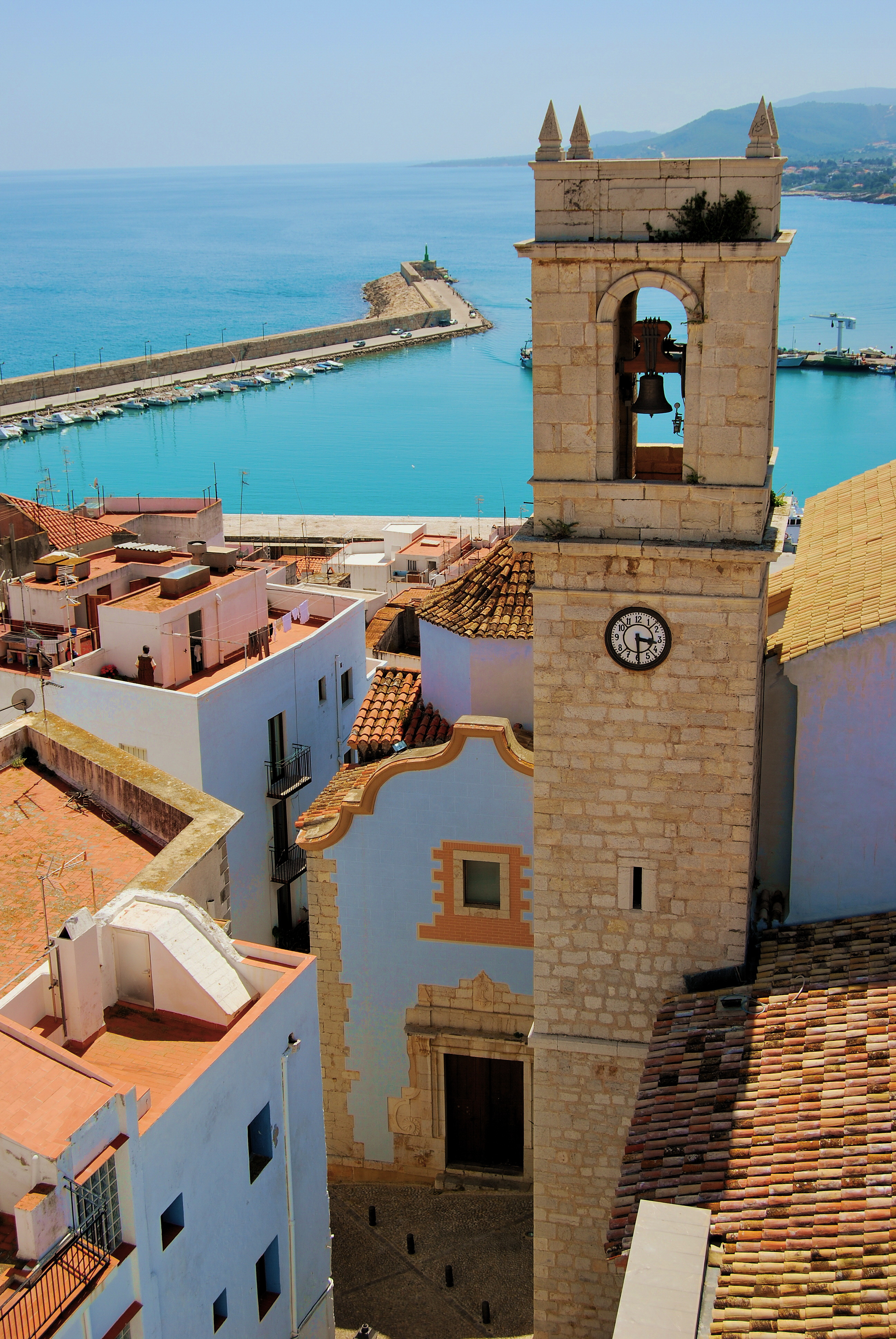
Església de Santa Maria de Peníscola.
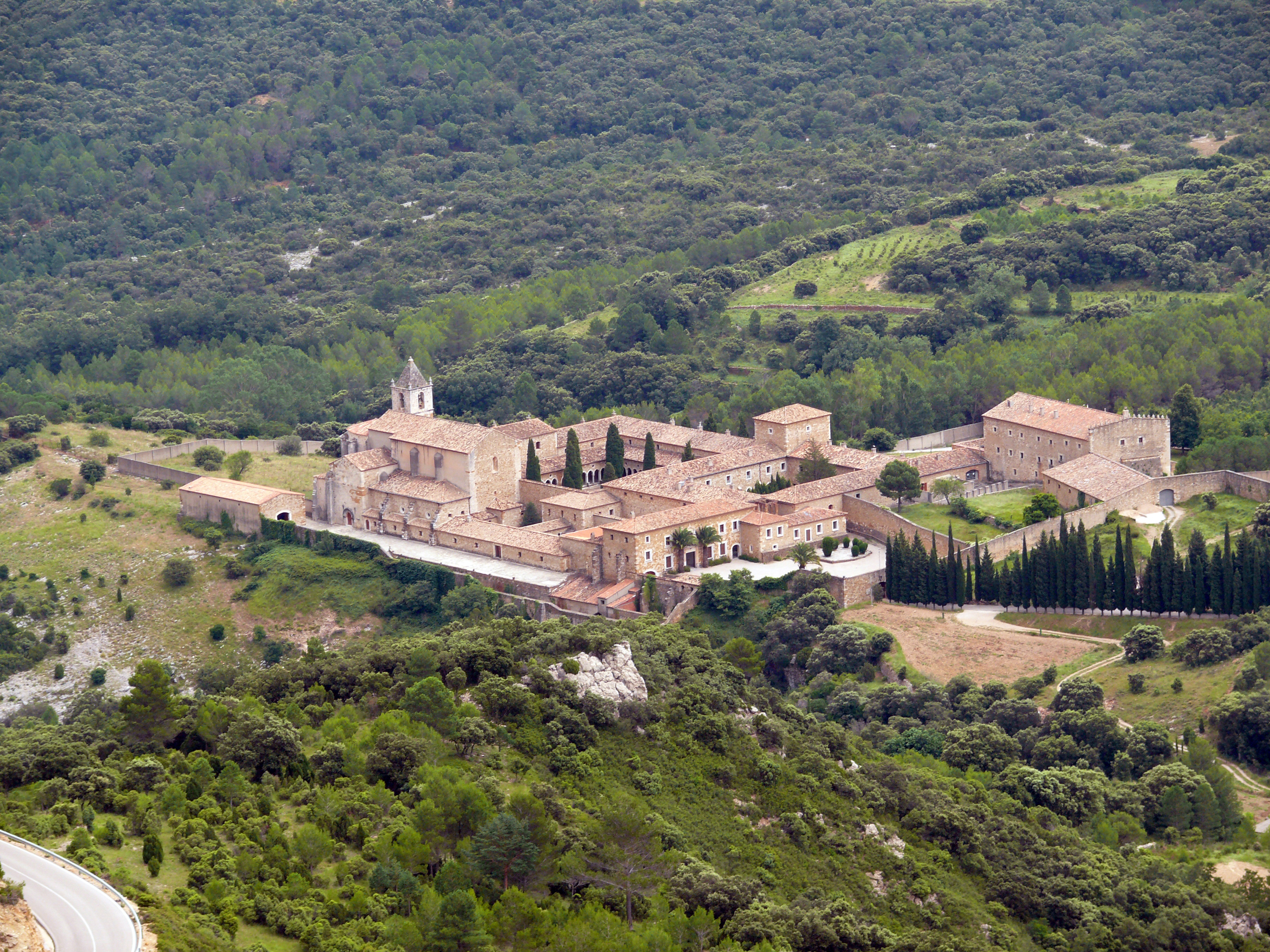
Monestir de Santa Maria de Benifassà.
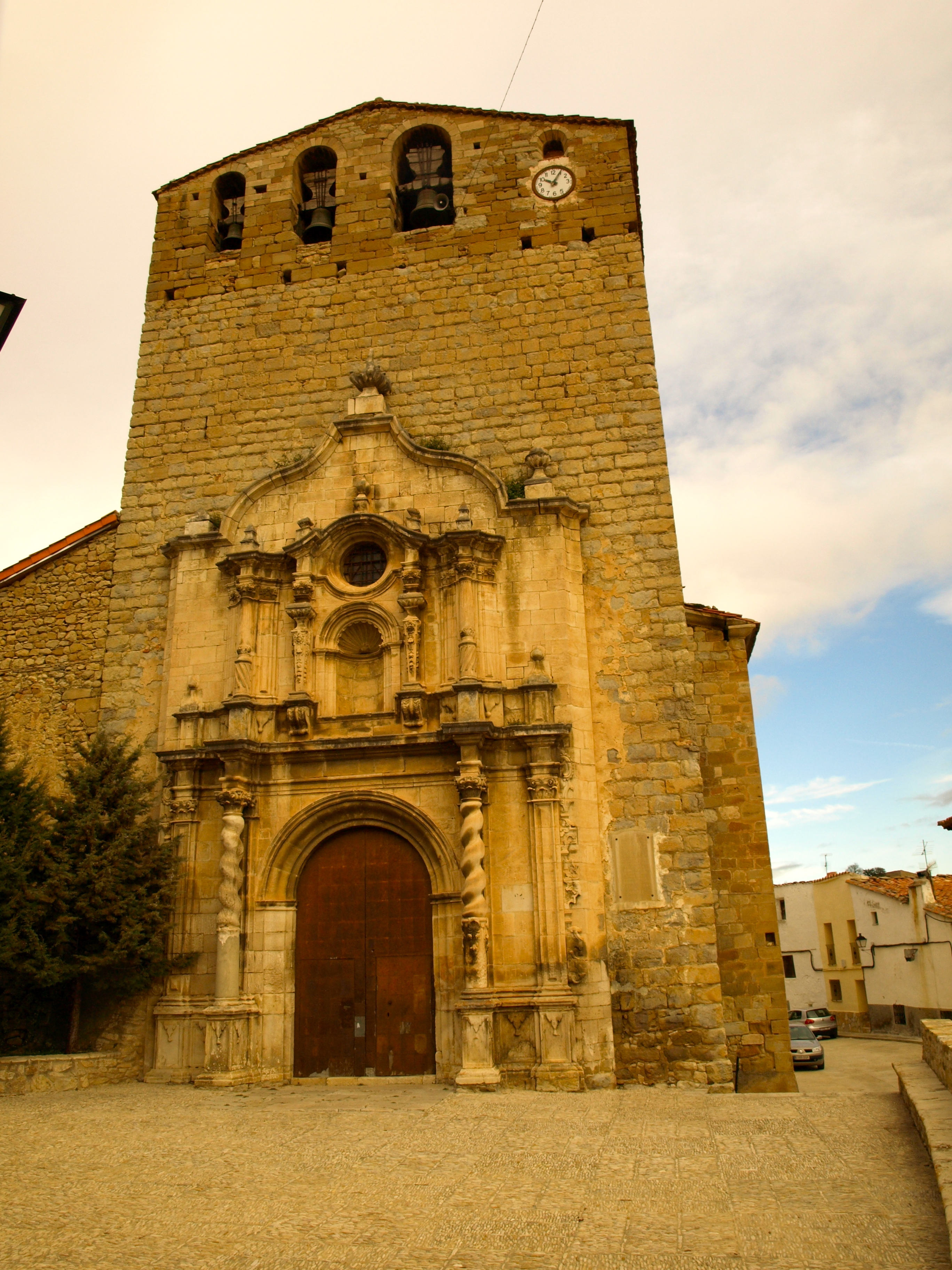
Església de l'Assumpció de Portell de Morella.
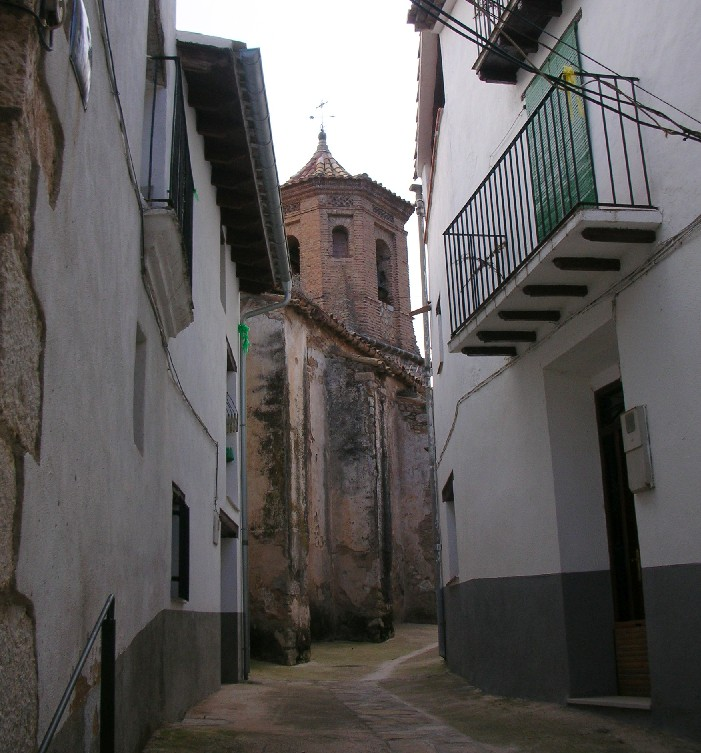
Església de l'Assumpció de Vallibona.
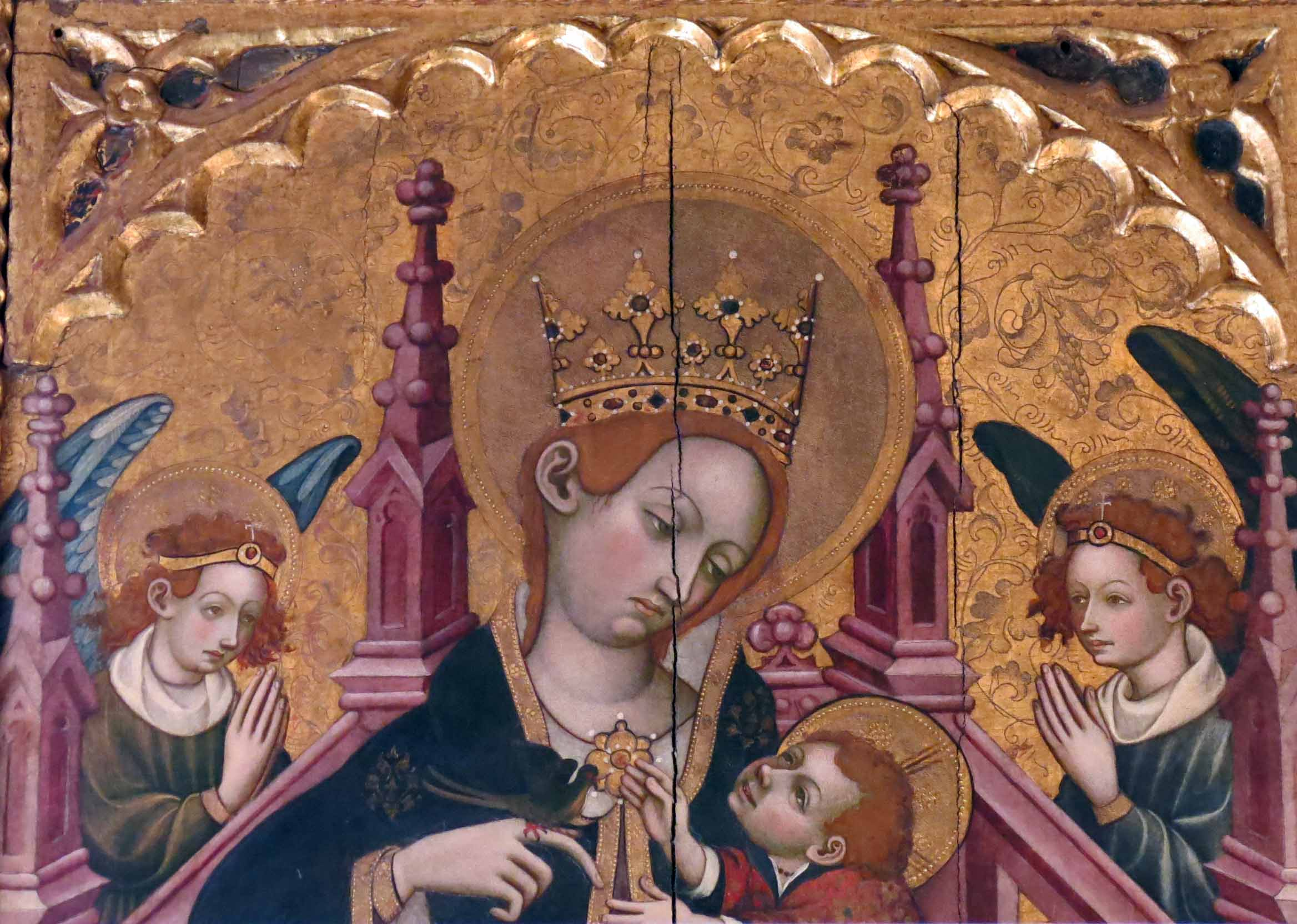
Retaule de la Nativitat de Maria de Cabacés.
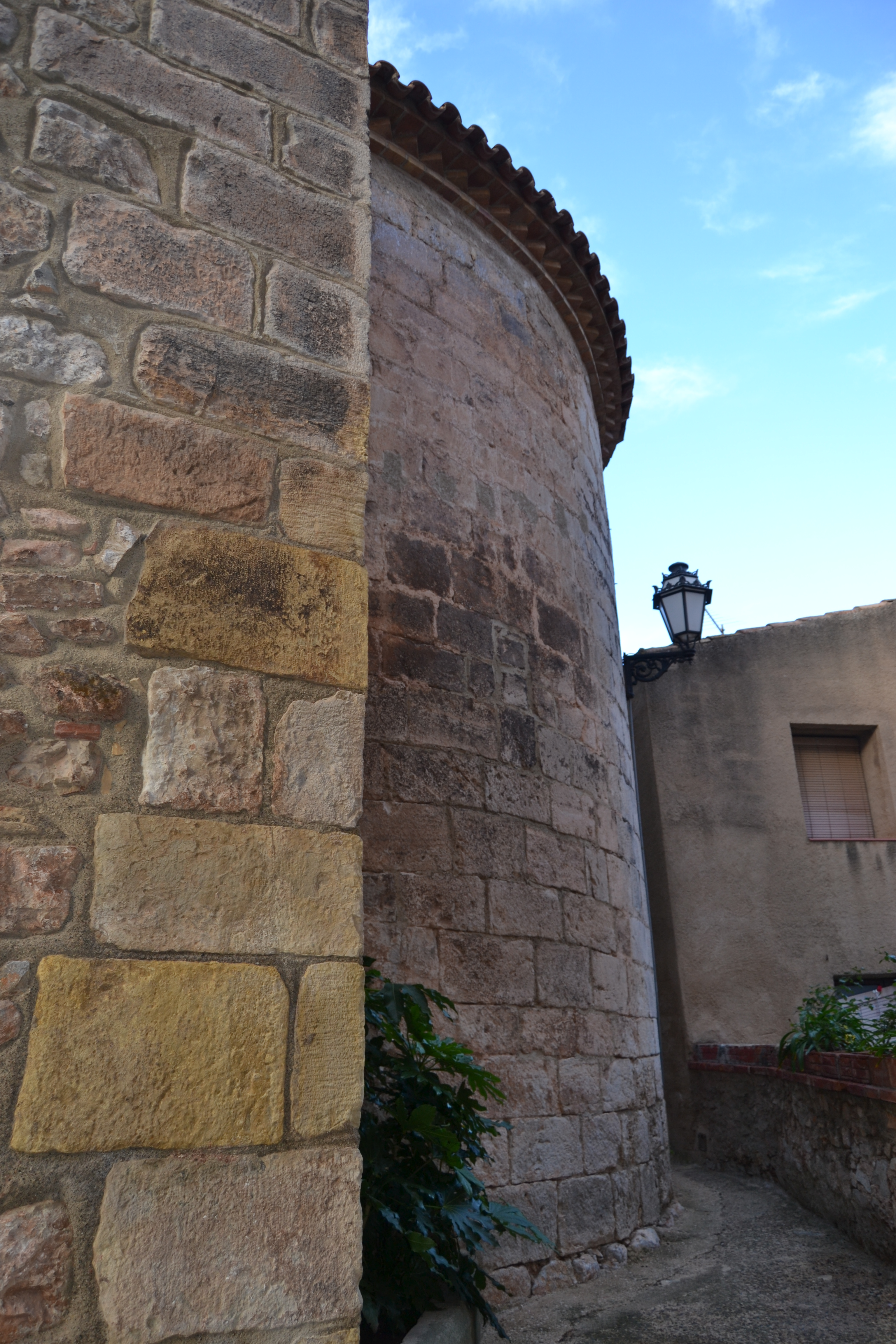
Absis romànic de l'església de Pratdip.
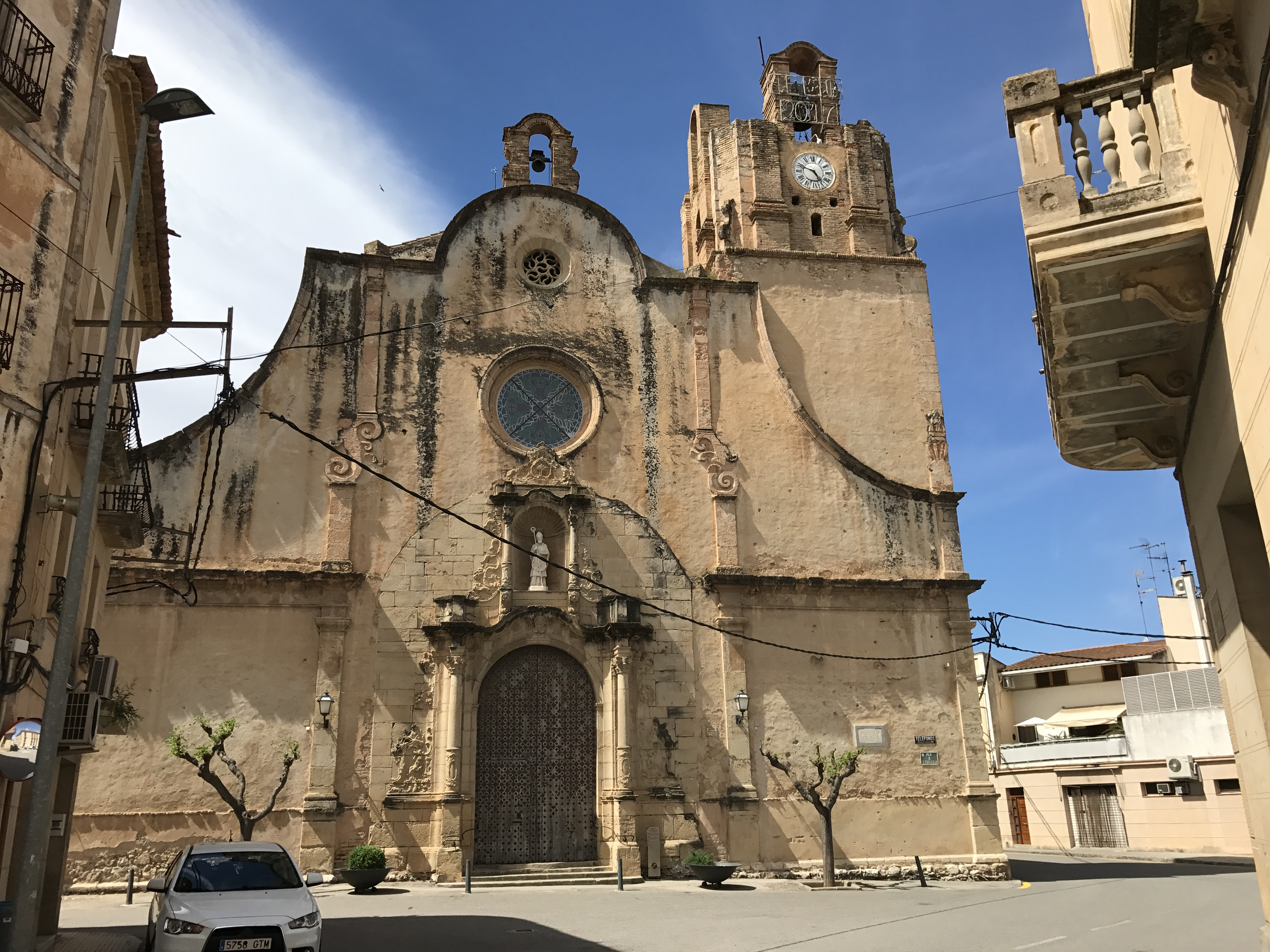
Església parroquial de Sant Martí (Ginestar).
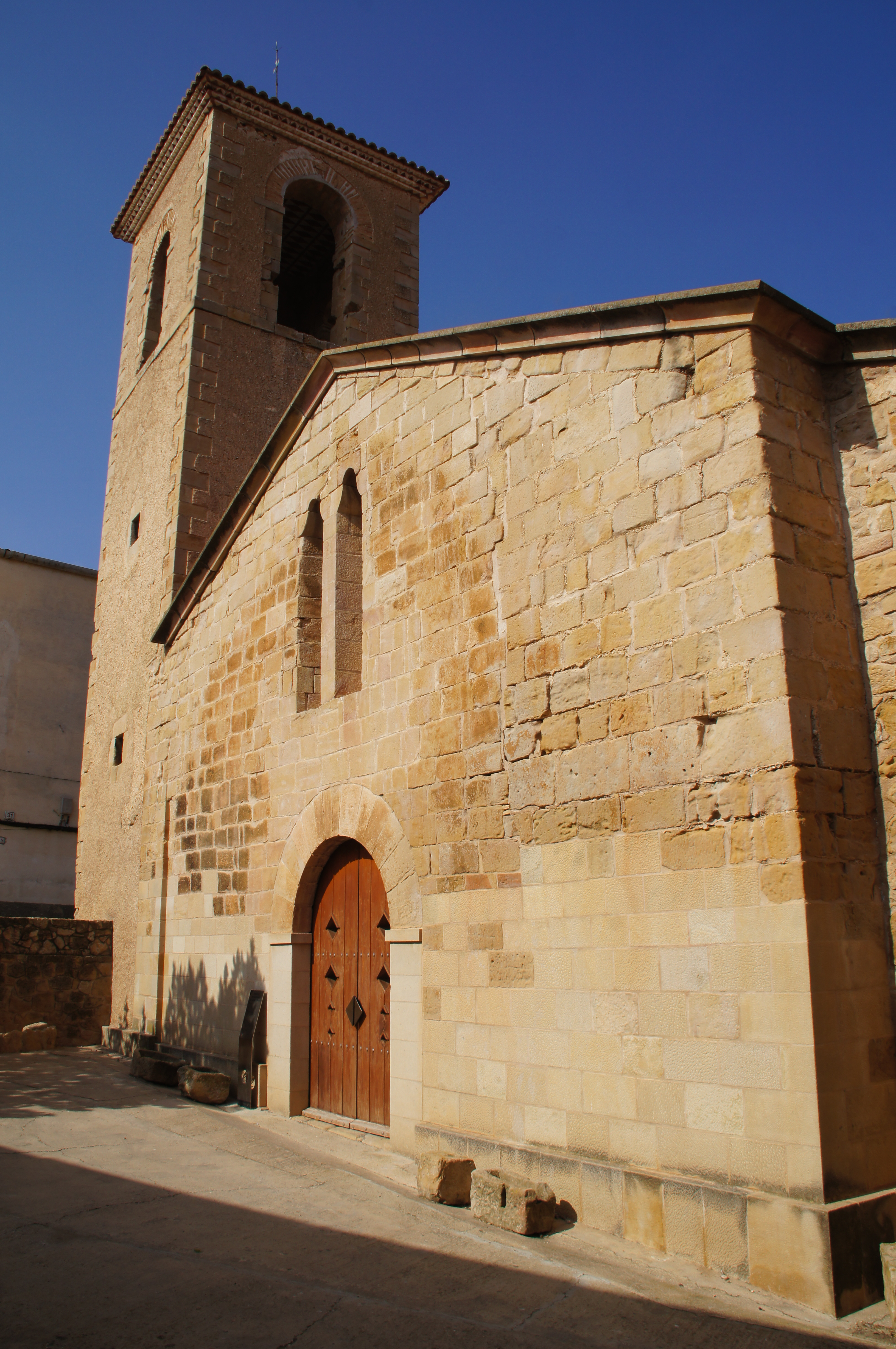
Antiga església de Santa Maria (la Palma d'Ebre).
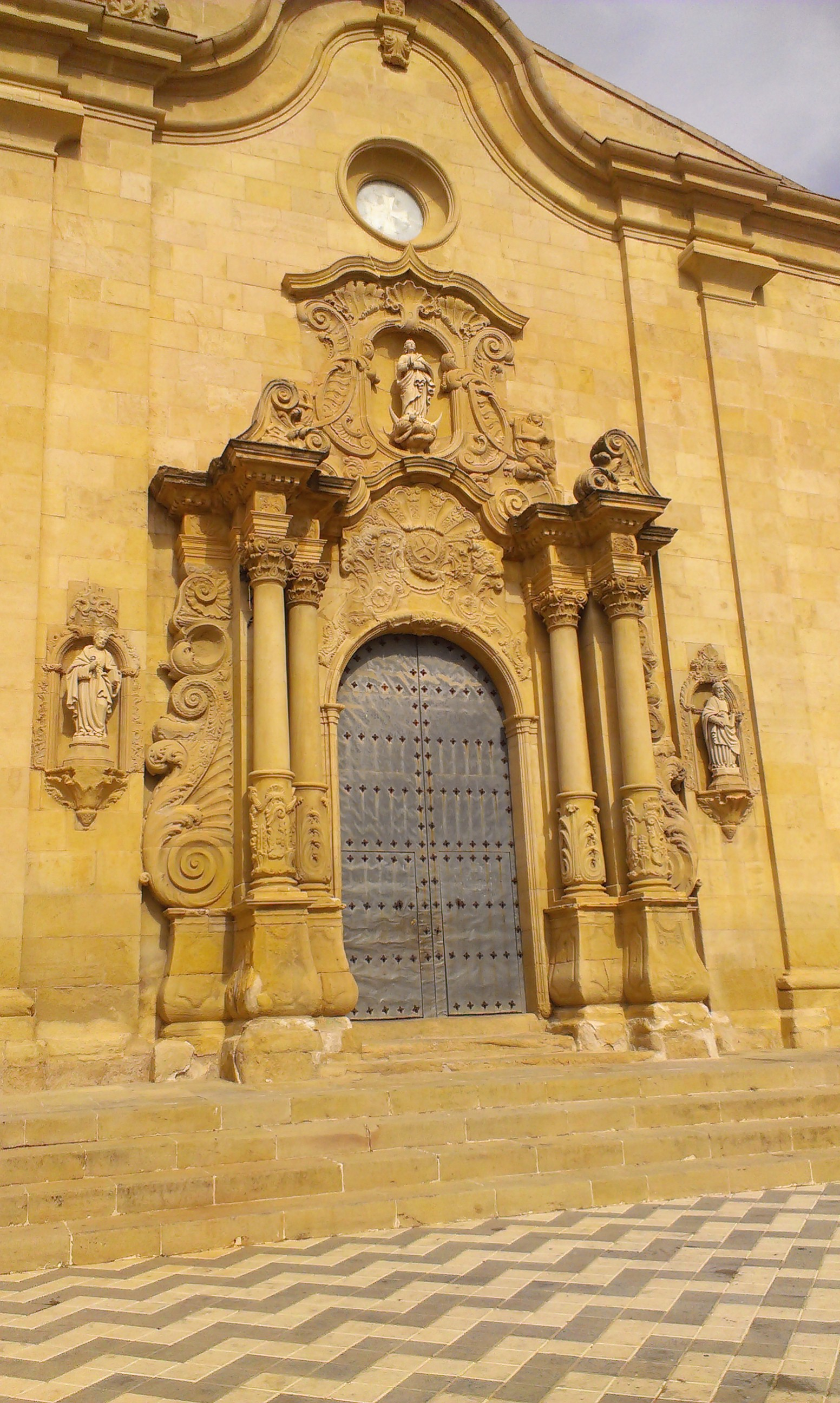
Sant Bartomeu (Riba-roja d'Ebre).
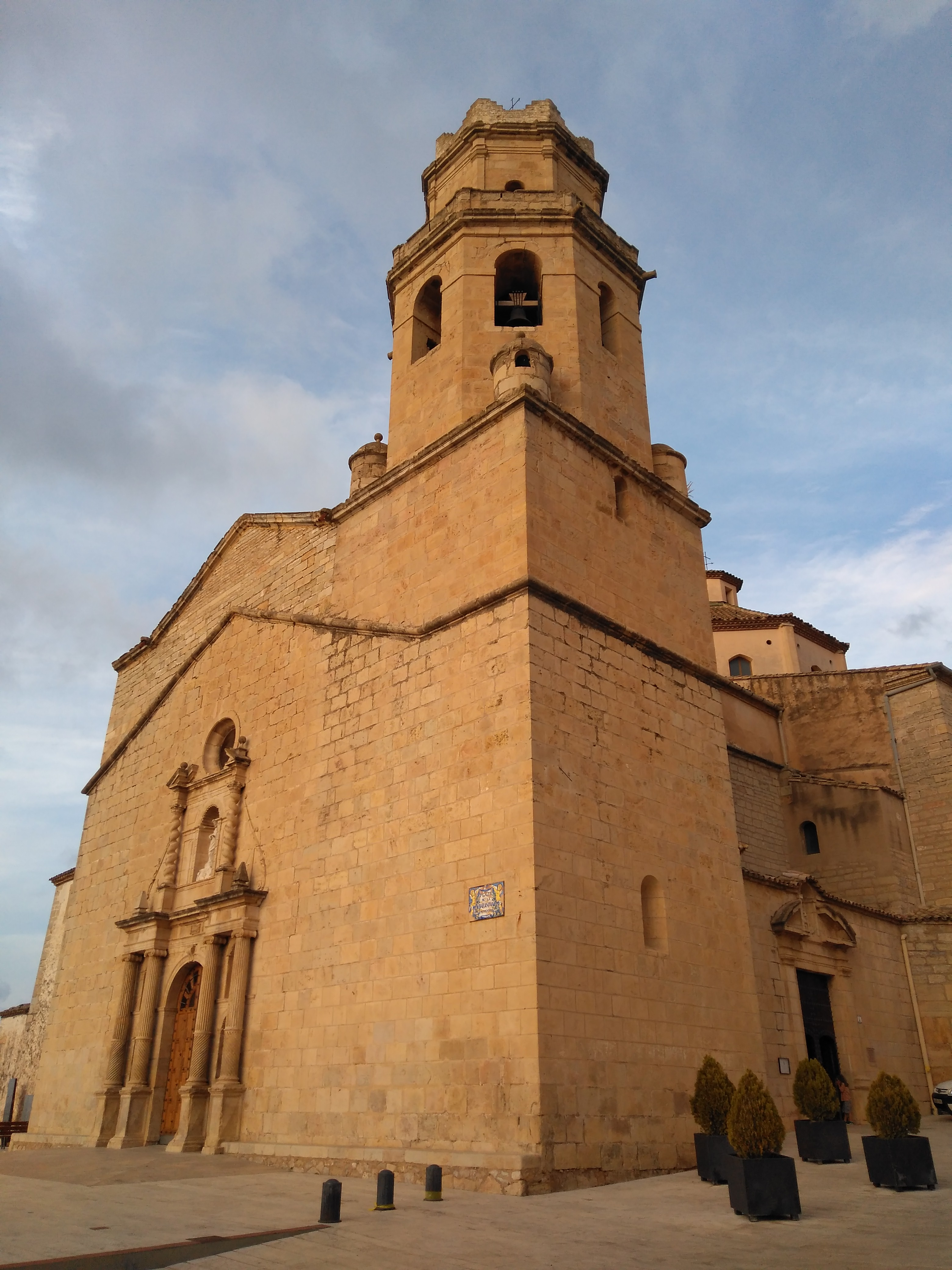
Església de Sant Jaume (Tivissa).
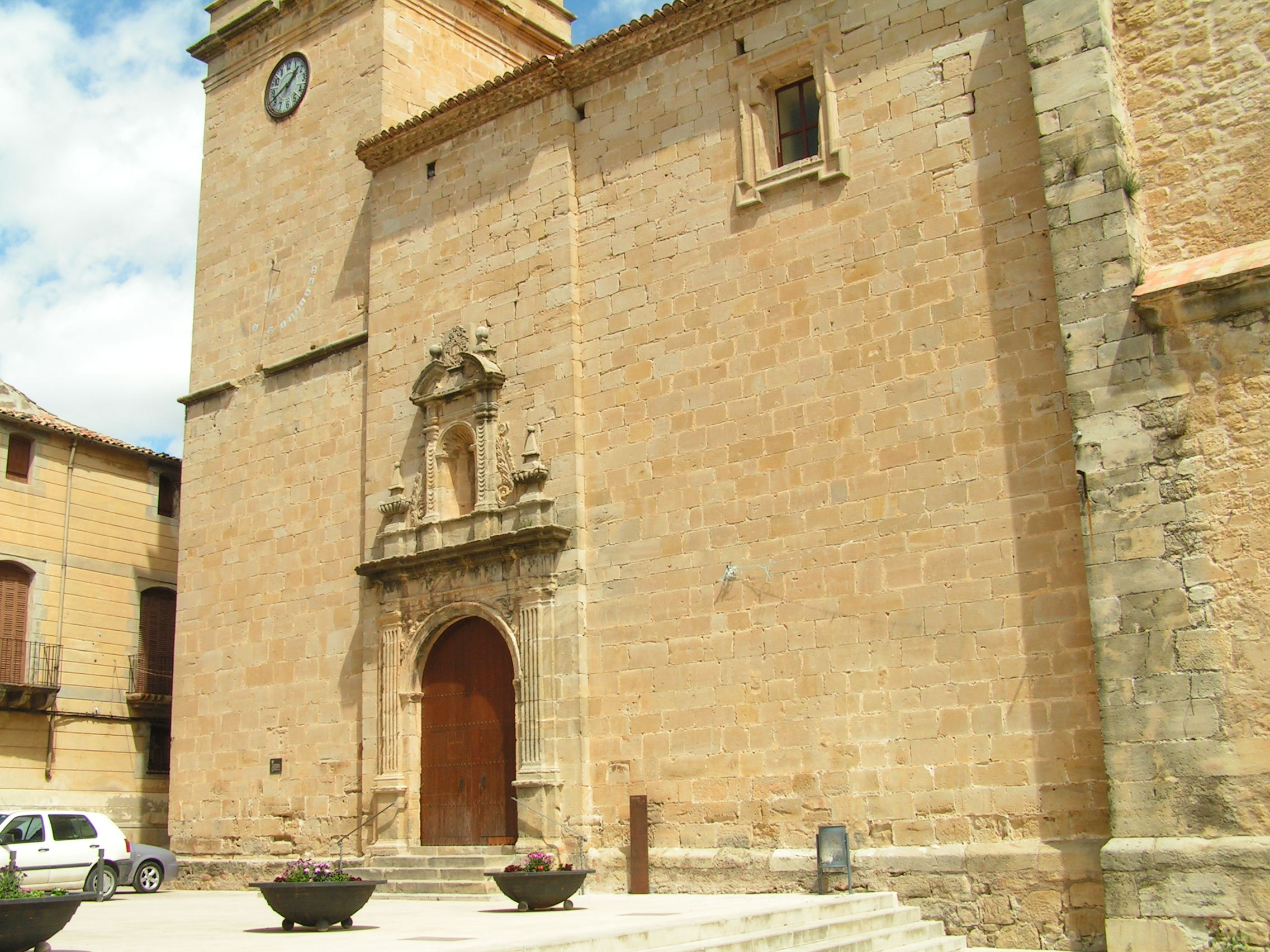
Santa Magdalena (Arnes).
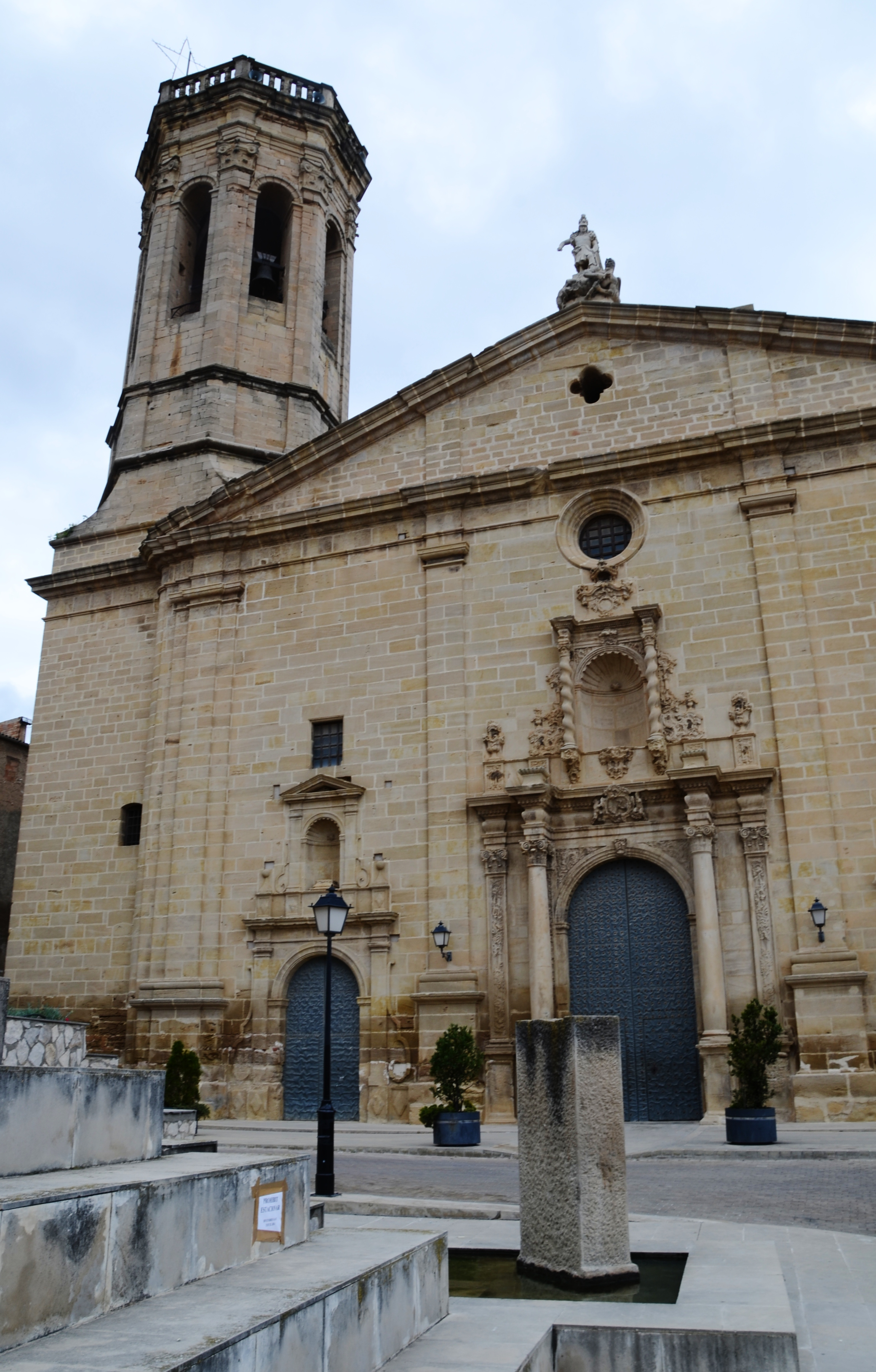
Sant Miquel de Batea.
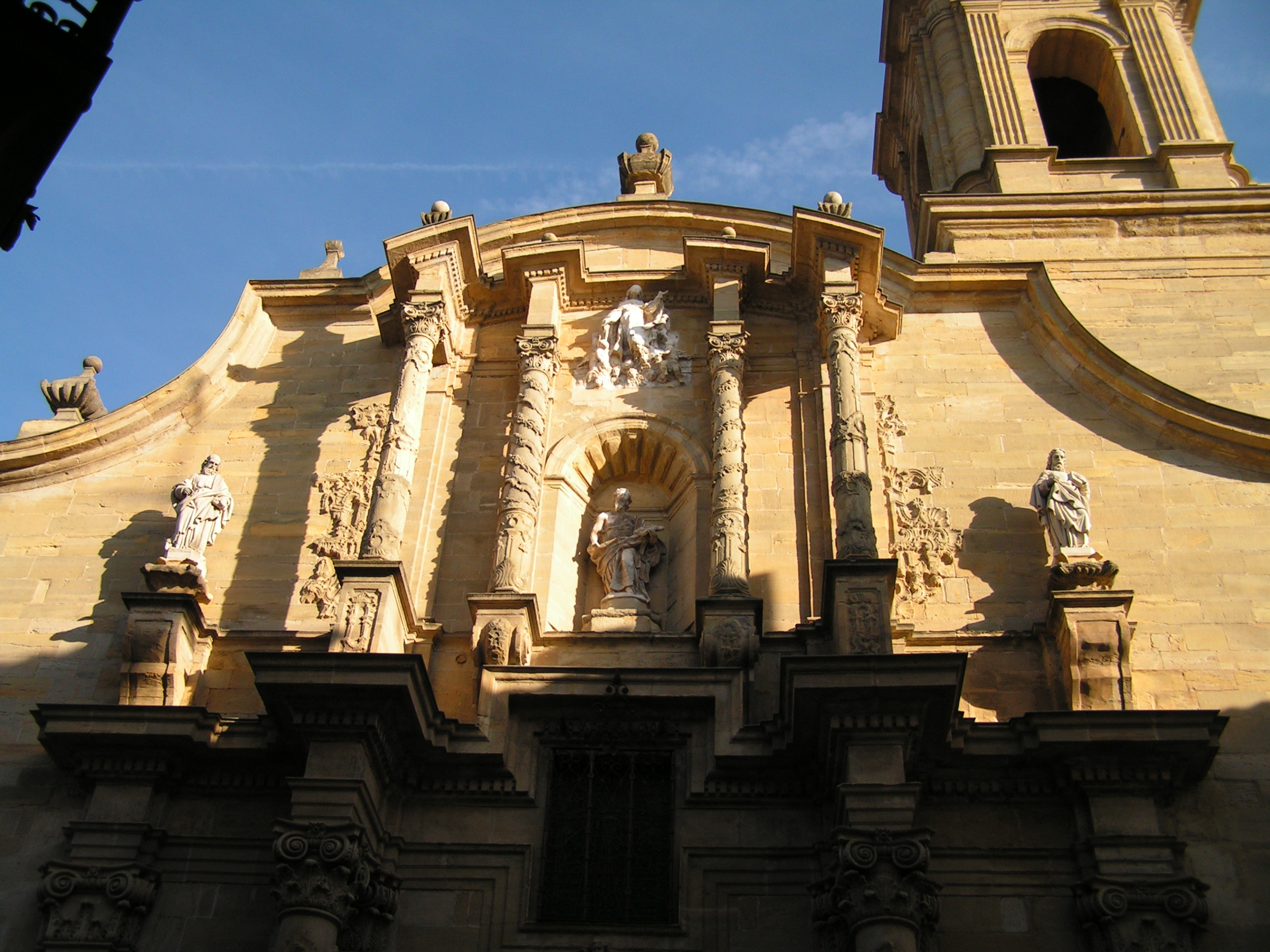
Sant Andreu de la Fatarella.
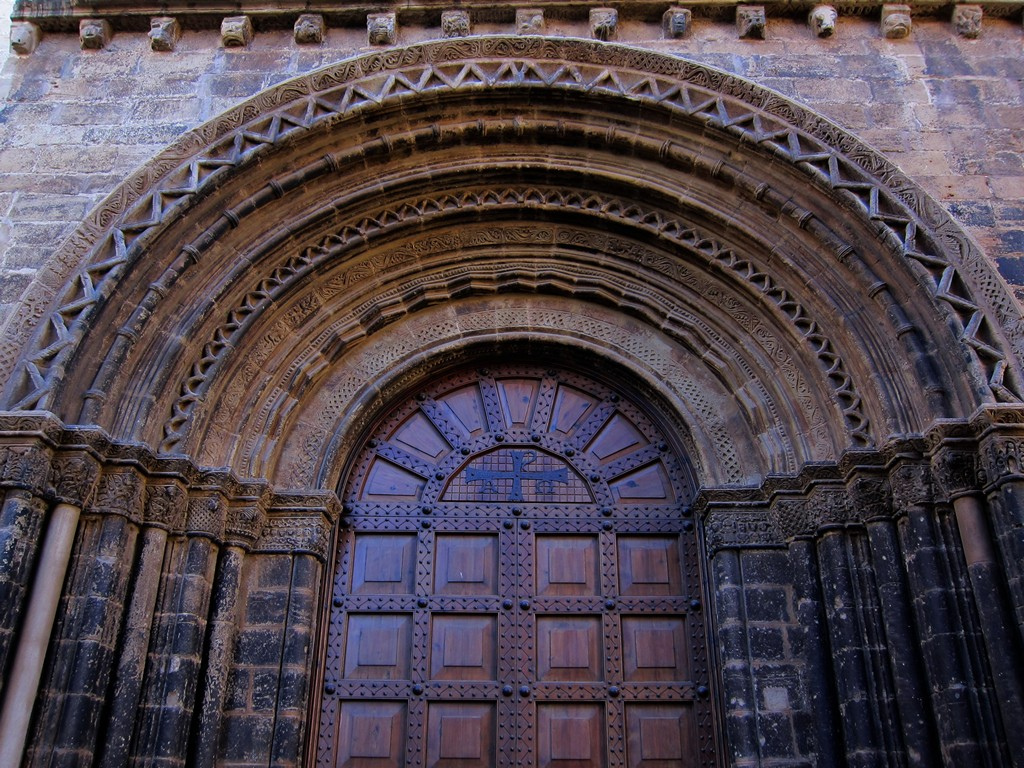
L'Assumpció de Gandesa.
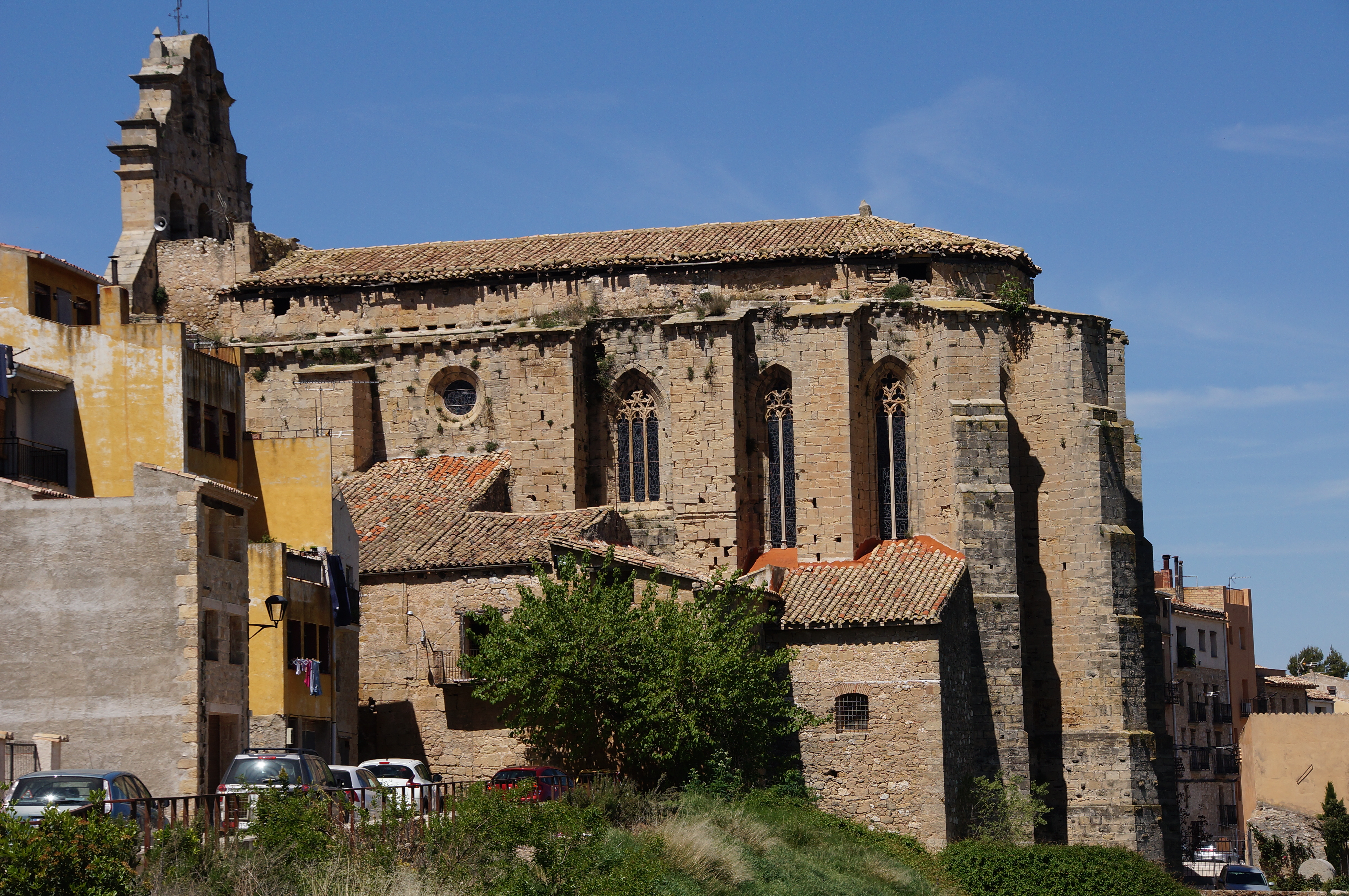
Sant Joan Baptista d'Horta de Sant Joan.
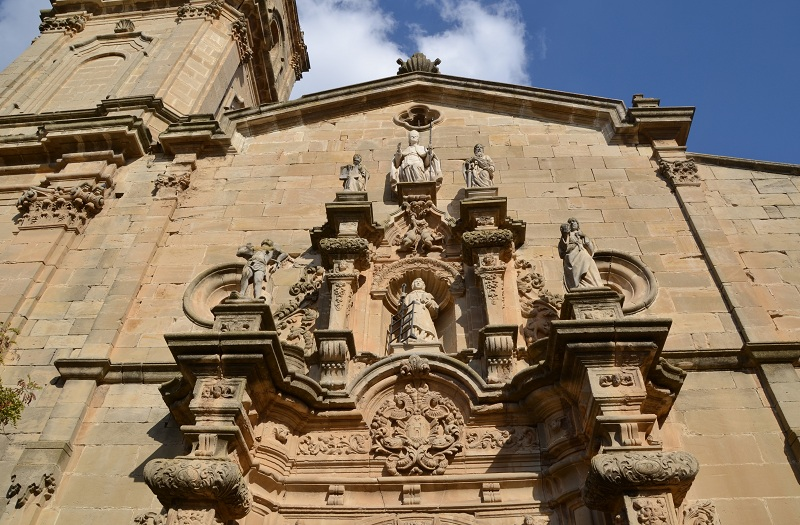
Sant Llorenç de Vilalba dels Arcs.
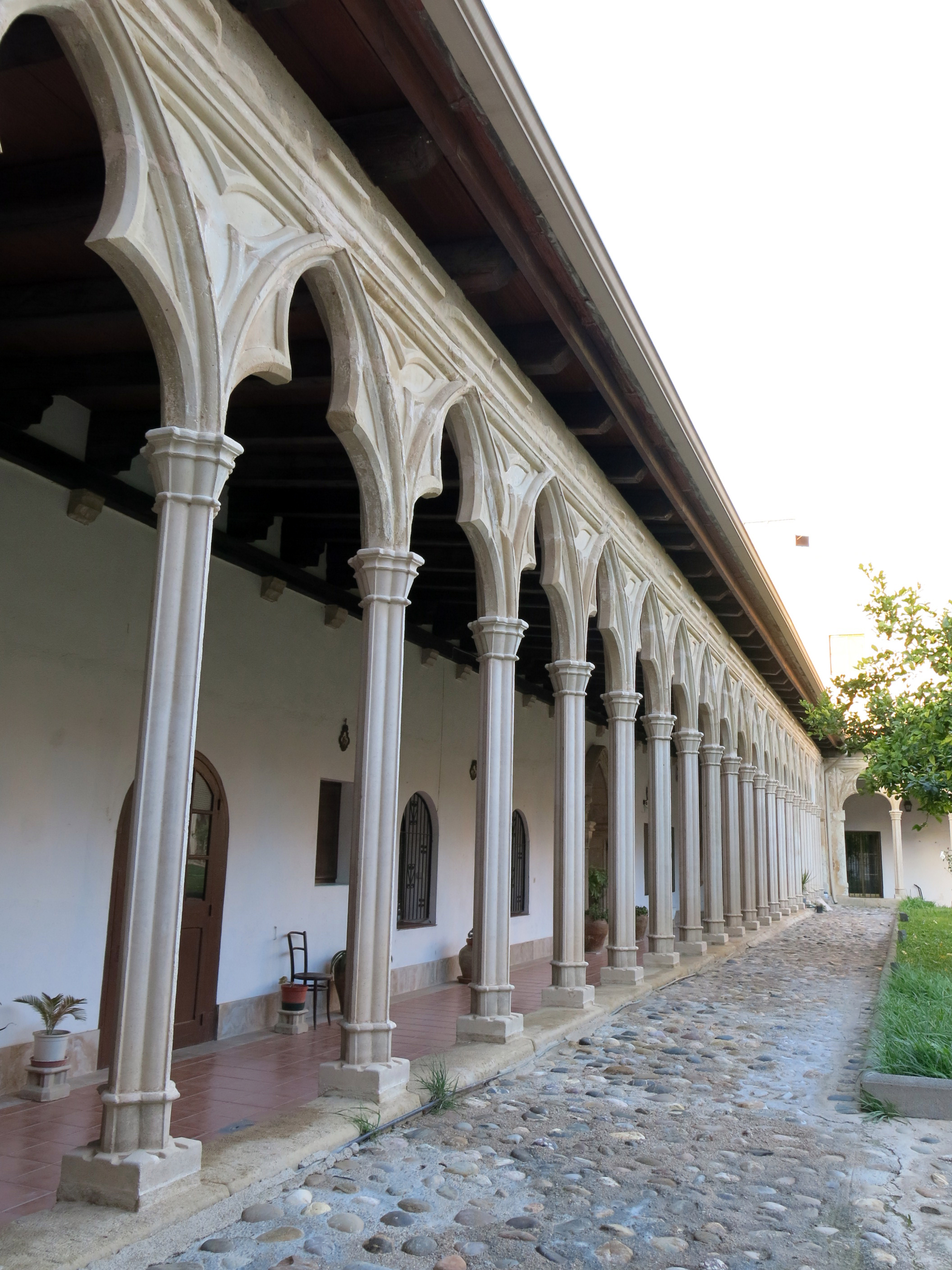
Convent de Santa Clara (Tortosa).
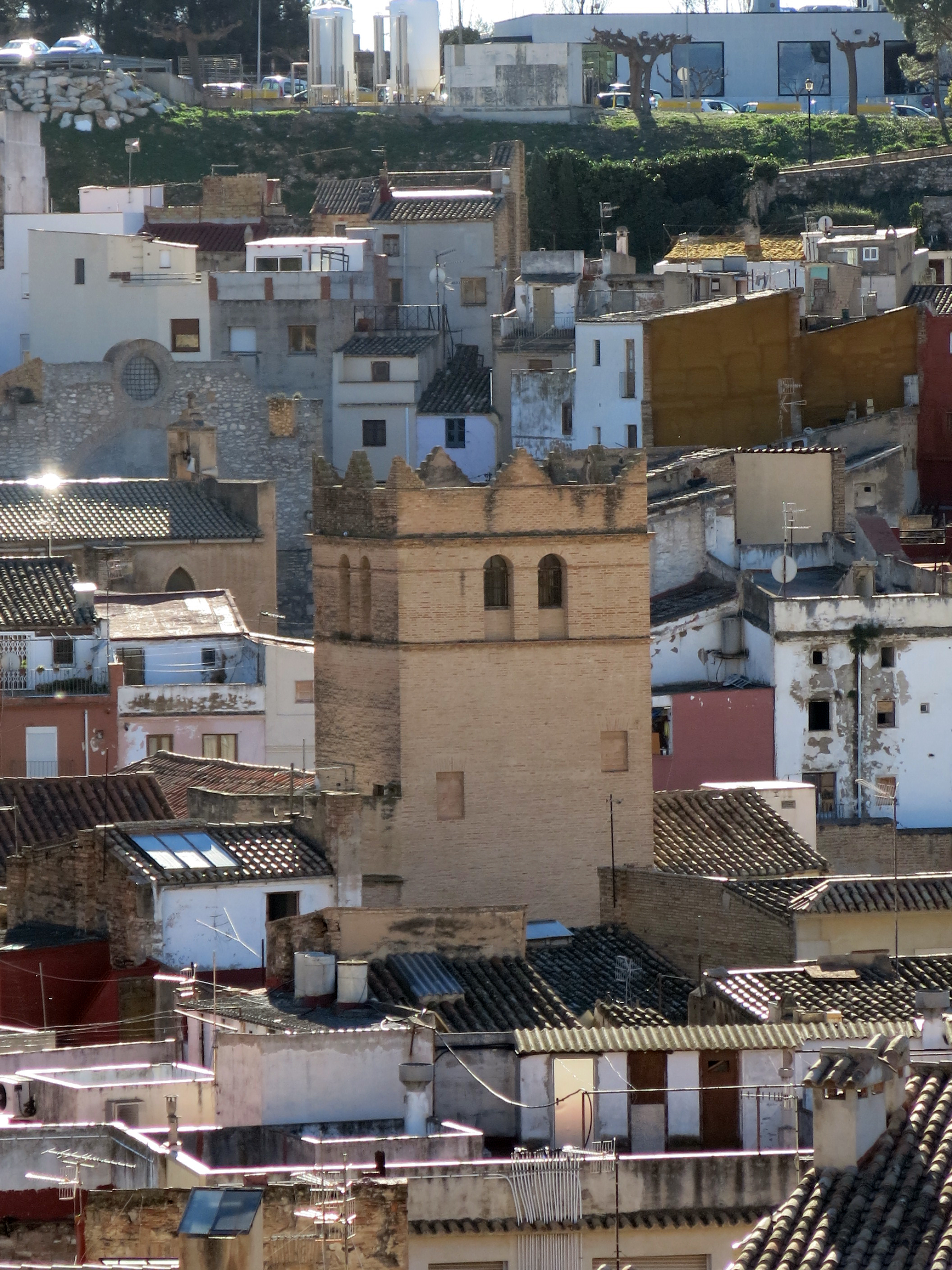
Monestir de la Puríssima
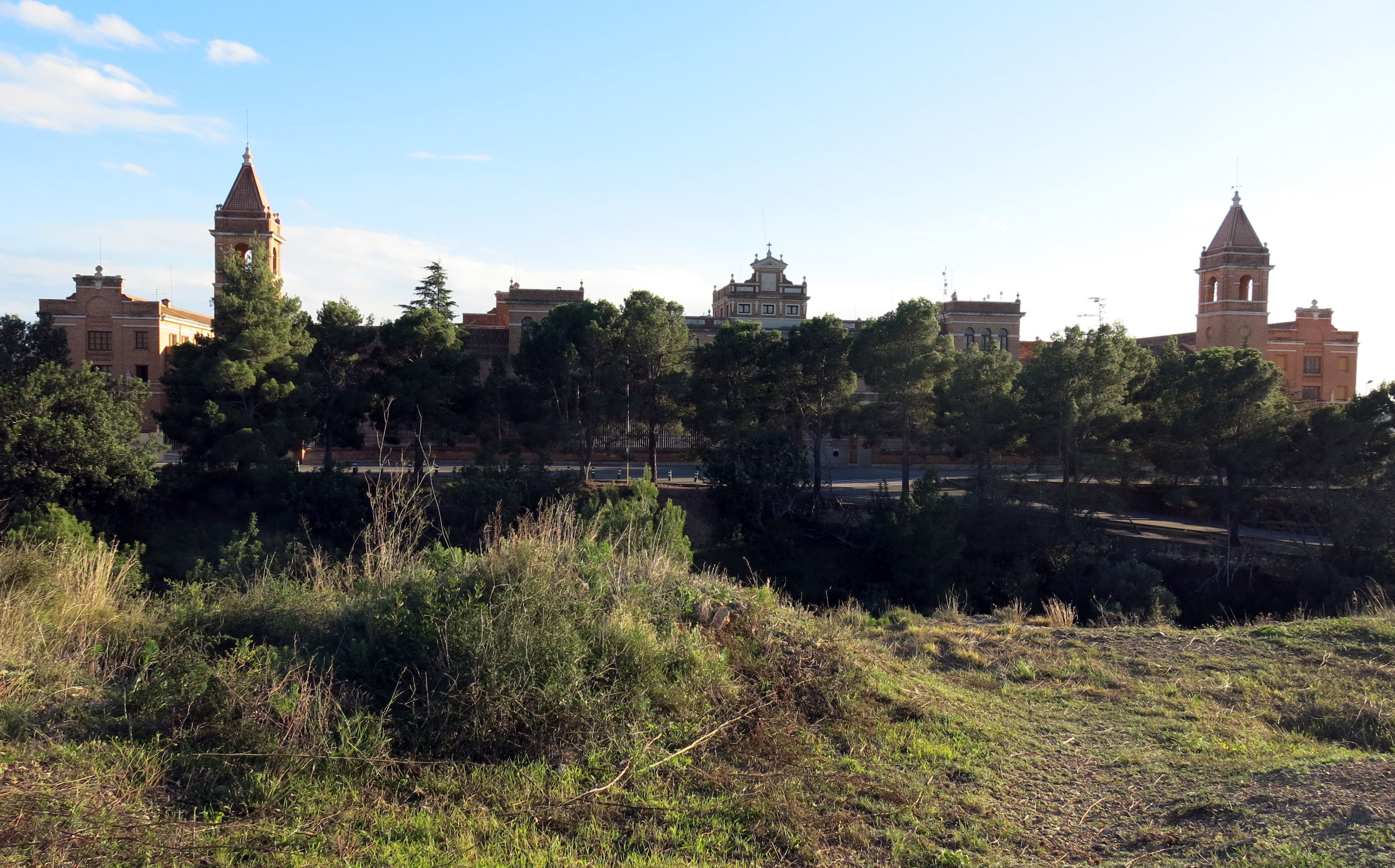
Seminari Diocesà de Tortosa.
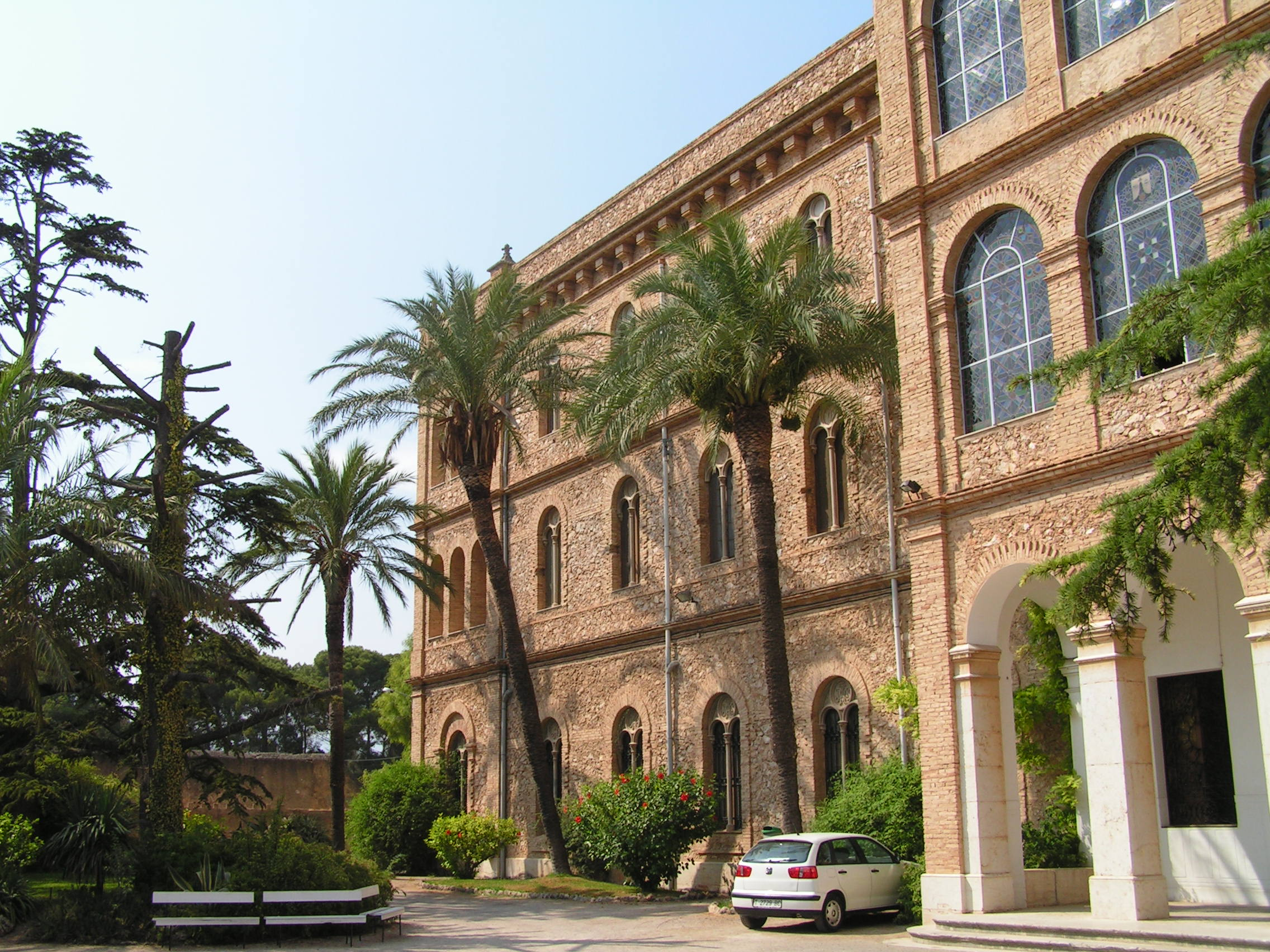
Noviciat de la Companyia de Santa Teresa de Jesús (Tortosa).
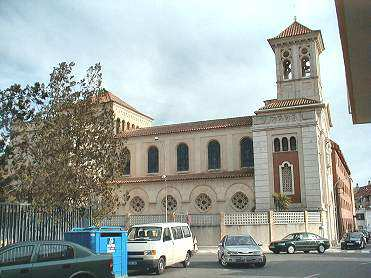
Germanes de la Consolació (Jesús, Tortosa).
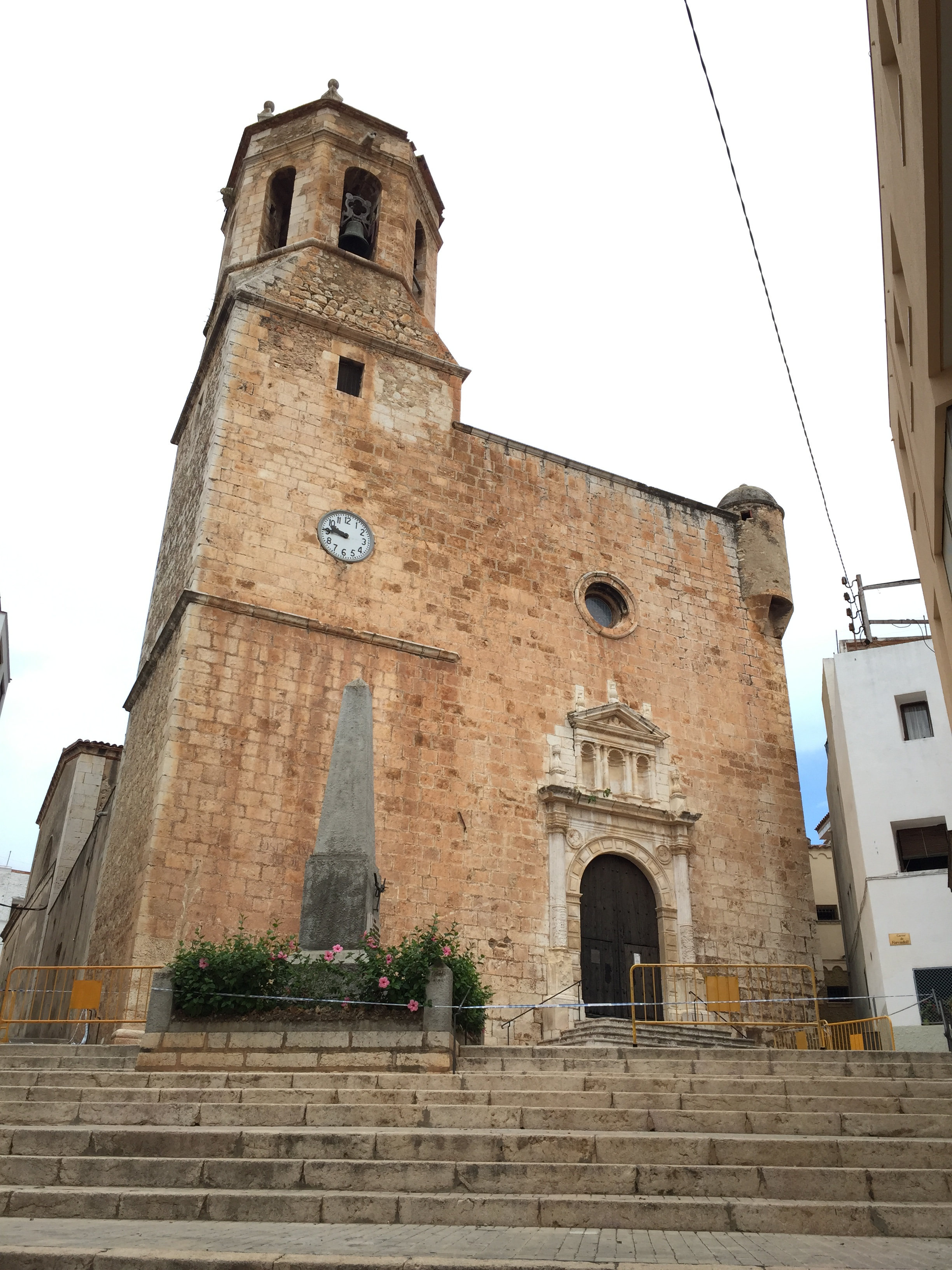
Església de Sant Miquel d'Alcanar.
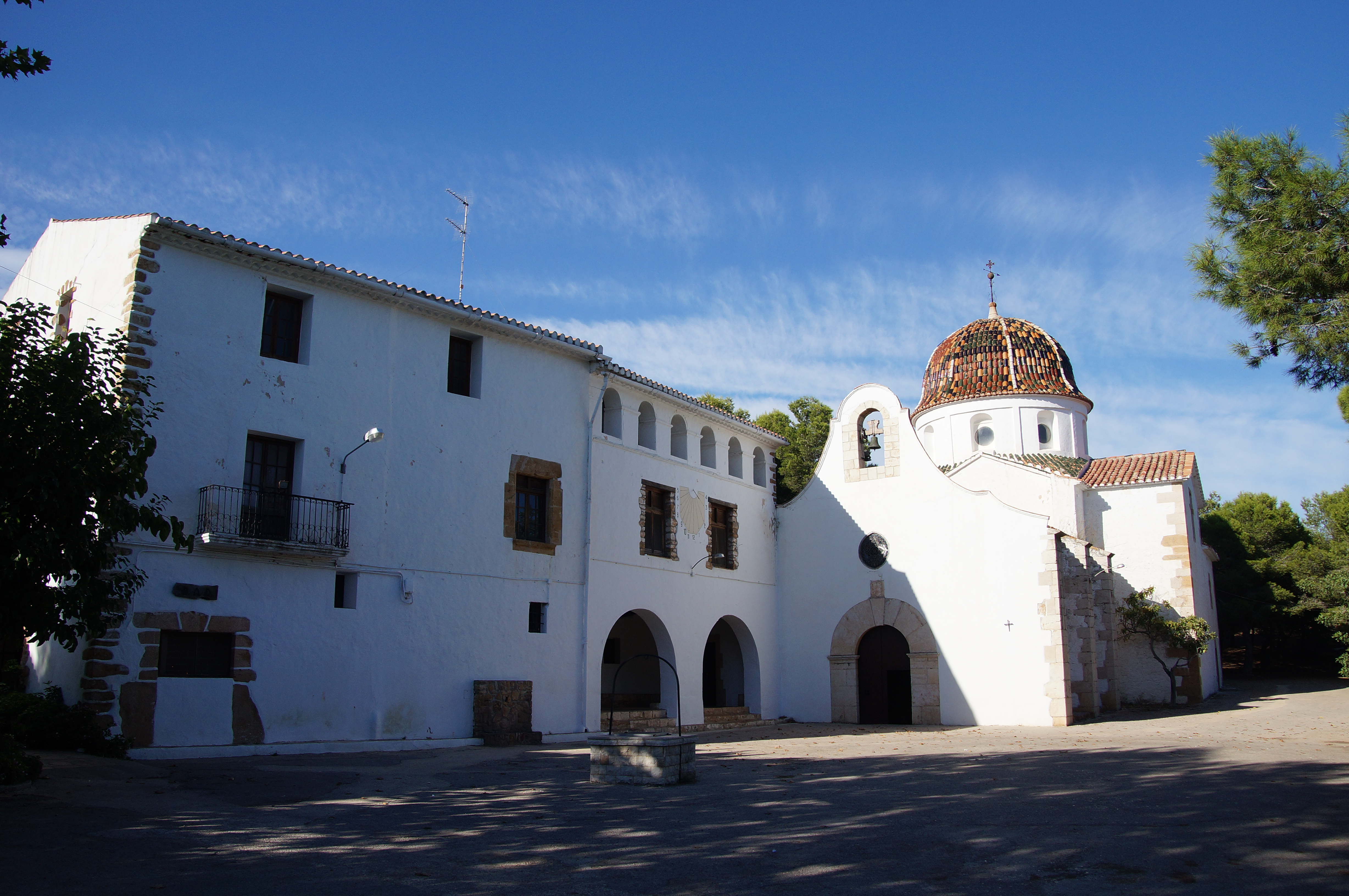
Ermita de la Mare de Déu del Remei
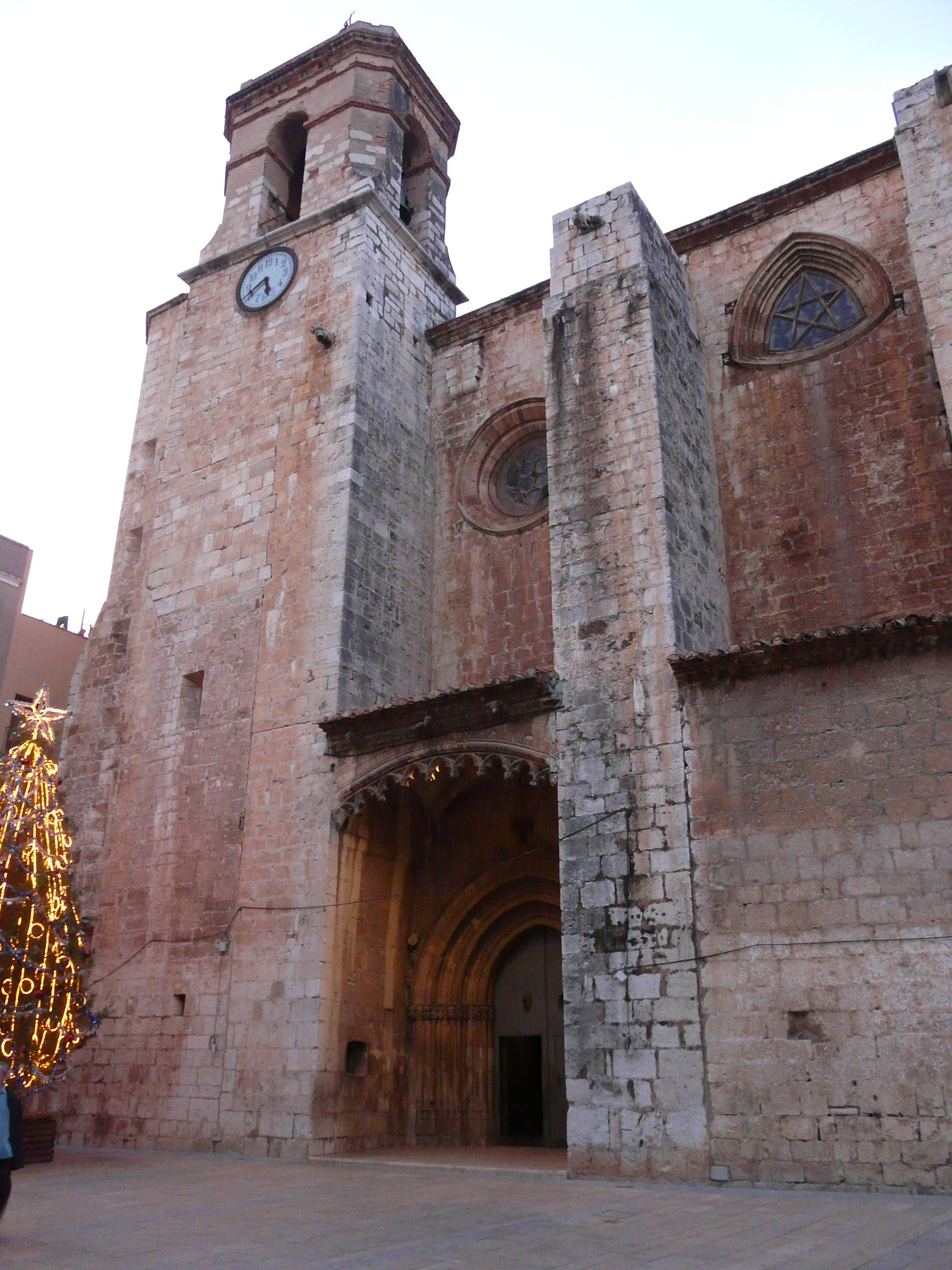
Sant Lluc d'Ulldecona.